# 草彅剛
草彅 剛（くさなぎ つよし、1974年〈昭和49年〉7月9日 - ）は、日本の俳優、歌手、タレント。男性アイドルグループSMAPの元メンバー。愛称は、つよぽん。
愛媛県生まれ、埼玉県出身の春日部市育ち。CULEN所属。

## 略歴
1987年、中学1年生の時にジャニーズ事務所に入所。その後、男性グループ『スケートボーイズ』を経て、1988年4月に結成された男性アイドルグループ『SMAP』のメンバーとなる（以降の当グループでの活動は、『SMAP』のページを参照）。萩本欽一から才能を見いだされ『欽きらリン530!!』のオーディションに合格、厳しい稽古を重ねて同月から当番組の放送開始とともに番組最年少でレギュラー出演を果たす。
1993年2月、堀越高等学校芸能活動コースを自宅から片道2時間かけて通学し、3年間「無遅刻・無欠席」の皆勤賞にて卒業。その際、堀越の全コースの卒業生が対象で、学業優秀・品行方正だった10人に贈呈される「堀越賞」を受賞した。芸能活動コースの卒業生が「堀越賞」を受賞したのは草彅が初であった。
1997年4月 - 6月、主演連続ドラマ『いいひと。』が全放送回の平均視聴率20 %を超え、初回の視聴率24.6 %を記録。本作の演技により、「ザテレビジョンドラマアカデミー賞 主演男優賞」を受賞した。同年8月度のビデオリサーチによるタレントイメージ調査結果でジャニーズ事務所に所属するタレントで人気度1位を獲得。
1998年10月、草彅の冠番組でユースケ・サンタマリアとともに司会を務めるバラエティ番組『『ぷっ』すま』が放送開始。同年、草彅は「DVD&ビデオでーた大賞 ベスト・タレント賞」「MEN'S CLUB ベストドレッサー賞」を受賞した。
1999年、主演舞台『蒲田行進曲』の作・演出のつかこうへいから「大天才」と評価された。同年から男性ベストジーニストに5年連続で選ばれ、殿堂入りを果たす。
2001年4月、草彅の冠番組で本人の韓国関連の活動（韓国人との対談など）についての番組『チョナン・カン（ハングル:초난강）』が放送開始し、これを機に韓国進出した。詳細および以降の韓国関連の活動は#韓国関連についてを参照。
2003年に公開された主演映画『黄泉がえり』が異例のロングランとなった。同年に放送された主演連続ドラマ『僕の生きる道』と『黄泉がえり』の演技および音楽活動により、「ATP賞 個人賞」を受賞。また、『僕の生きる道』の演技により、「ザテレビジョンドラマアカデミー賞 主演男優賞」「TV LIFE 年間ドラマ大賞2003 主演男優賞」を受賞した。当ドラマは草彅主演『僕シリーズ3部作』の第1作目にあたり、僕シリーズは3作ともに最高視聴率20 %を超えるシリーズとなった。
2004年、主演連続ドラマ『僕と彼女と彼女の生きる道』が全放送回の平均視聴率20 %を超え、最終回の視聴率27.1 %を記録。同年3月に公開された主演映画『ホテル ビーナス』が世界四大映画祭の「モスクワ国際映画祭 コンペティション・パースペクティブ部門 最優秀賞」を受賞。同年10月、草彅は日本産業界で活躍が際立った独創的な人物に贈られる「日本イノベーター大賞 ジャパンクール賞」を受賞した。同年11月に放送されたフジテレビ開局45周年記念の主演ドラマ『海峡を渡るバイオリン』が日本の「文化庁芸術祭 優秀賞」および韓国放送協会主催「ソウル・ドラマアワーズ2006 短編ドラマ部門 最優秀作品賞」を受賞。また、『僕と彼女と彼女の生きる道』『海峡を渡るバイオリン』の演技により、「橋田寿賀子賞 橋田賞」を受賞した。
2005年8月27日 - 8月28日、日本テレビ系列の大型チャリティー番組『24時間テレビ 「愛は地球を救う」』にて香取慎吾とともにメインパーソナリティを務めた。この回は『24時間テレビ』の歴代視聴率1位を記録保持。なお、草彅はこの回のスペシャルドラマ『小さな運転士 最後の夢』にも特別出演し、当ドラマも「『24時間テレビ』内スペシャルドラマ」の歴代視聴率1位を記録保持。また、草彅は同年から2014年にフジテレビ系列の大型音楽番組『FNS歌謡祭』で司会を務めた。当番組が「フジテレビ 社長賞」を受賞した際、草彅に表彰状が授与された。
2006年6月、国を挙げてのものである、地上デジタル放送普及促進キャンペーンのメインキャラクターに就任。詳細は#地デジ普及促進メインキャラクターを参照。同年7月に公開された主演映画『日本沈没』が初登場1位を記録し、興行収入50億円を突破（興行収入53.4億円）。本作は世界の国々、アジアや欧州などでも公開され、韓国において最大規模のスクリーン数で上映されて初登場1位を記録し、邦画として史上初の快挙となった。同年に放送された主演連続ドラマ『僕の歩く道』の演技により、「ザテレビジョンドラマアカデミー賞 主演男優賞」「TV LIFE 年間ドラマ大賞2006 主演男優賞」「TVnavi ドラマ・オブ・ザ・イヤー2006 主演男優賞」を受賞。また、同年に上演された主演舞台『父帰る/屋上の狂人』の演技により、「読売演劇大賞 杉村春子賞および優秀男優賞」を受賞した。
2009年4月に不祥事で約1か月間芸能活動を自粛。詳細は#不祥事を参照。同年7月、洗濯洗剤のCMで好感度1位を記録。同年7月 - 9月に放送された主演連続ドラマ『任侠ヘルパー』の演技により、「ザテレビジョンドラマアカデミー賞 主演男優賞」「TV LIFE 年間ドラマ大賞2009 主演男優賞」を受賞し、本作は「TV LIFE 年間ドラマ大賞2009 作品賞」「国際ドラマフェスティバル in TOKYO 2010 連続ドラマ部門 優秀賞」を受賞した。同年9月に公開された主演映画『BALLAD 名もなき恋のうた』の演技により、「第52回ブルーリボン賞主演男優賞」にノミネートされた。
2010年11月に5夜連続で放送されたTBS開局60周年・終戦65年記念の主演ドラマ『99年の愛〜JAPANESE AMERICANS〜』は「橋田寿賀子賞 大賞」「東京ドラマアウォード2011 単発ドラマ部門 グランプリ」を受賞した。また、翌年、本作の上映会が当ドラマの舞台となったシアトルとロサンゼルスで行われ、高い評価を得た。
2011年1月20日、都内の劇場で行われた主演映画『僕と妻の1778の物語』の上映会で上皇后美智子と交流した。草彅と皇后は隣席同士で本作をともに鑑賞した。また、上映の前後において二人は懇談しており、締めくくりには握手を交わしている。草彅は皇后から演技などを称賛された。なお、鑑賞の際には周囲の座席に一般の客もいて、皇后が公開された映画をこのような形で鑑賞するのは異例なことである。この交流の詳細は韓国関連の#活動や#エピソードも参照。当映画は僕シリーズ初の映画化作品で、初登場1位を記録。
2012年6月1日、「電波の日・情報通信月間」記念中央式典において、地上テレビジョン放送の完全デジタル化に多大な貢献をしたことにより、総務大臣から感謝状が贈呈された。同年に公開された主演映画『任侠ヘルパー』の演技により、「ムービープラス・アワード 2012 映画ファン大賞 最優秀男優賞」を受賞した。
2015年に放送された主演連続ドラマ『銭の戦争』の演技により、「ザテレビジョンドラマアカデミー賞 主演男優賞」「TVnavi ドラマ・オブ・ザ・イヤー2015 主演男優賞」を受賞。同年9月、島忠のCM作品の演技により、「2015 55th ACC CM FESTIVAL 演技賞」を受賞し、本作は「2015 55th ACC CM FESTIVAL ACCゴールド賞」を受賞した。
2016年に放送された主演連続ドラマ『スペシャリスト』が「ギャラクシー賞マイベストTV賞グランプリ」を受賞した。同年12月31日、SMAP解散。
2017年9月9日、稲垣吾郎、香取慎吾とともにジャニーズ事務所を退所。同年9月22日、稲垣、香取と共同で公式ファンサイトを開設、10月16日本格始動とされた。同時に新事務所「CULEN（カレン）」（代表はSMAP元マネージャーの飯島三智）所属となることも発表した。同年11月より動画共有サイト・YouTubeに自身のチャンネル「ユーチューバー 草彅チャンネル」を開設し、動画配信活動も開始。株式会社エビリーが発表した「2017年チャンネル登録者獲得ランキングトップ10」で1位を獲得した。2020年2月9日には、チャンネル登録者数が100万人に到達した。
2020年12月30日、一般人女性と結婚したことを所属事務所を通じて明らかにした。
2021年3月19日、主演映画『ミッドナイトスワン』で演じたトランスジェンダーの役が評価され、第44回日本アカデミー賞にて自身初となる最優秀主演男優賞を獲得。また、同作は最優秀作品賞を受賞した。

## 人物
秋田県出身の父と愛媛県出身の母の間に生まれた純日本人であり、「彅」の字は日本国字でもある。
春日部市立沼端小学校（現・春日部市立武里西小学校）→春日部市立谷原中学校（現・春日部市立春日部南中学校）→堀越高等学校卒業。
CMにおいてや、歌手・司会者などでと幅広く活躍している。
2001年より朝鮮語を習得し、日韓の交流に大きく貢献している。行政からの厚い信頼も得ており、上皇后美智子、チェ・ジウ等からも高く評価されている。また、地上デジタル放送推進協会 - NHK、民放テレビ全127社、受信機メーカー等からなるデジタル放送推進協会の地デジ普及促進メインキャラクターを務め、日本の地上放送の完全デジタル化に多大な貢献をしたと国から認められている。

### 俳優として
主な主演作に映画『黄泉がえり』『日本沈没』、テレビドラマ『いいひと。』『僕シリーズ3部作』『99年の愛〜JAPANESE AMERICANS〜』、舞台『蒲田行進曲』『ぼくに炎の戦車を』など。大ヒットの実績を積み、演技力も高く評価されている。

#### 評価
#役作り・姿勢、#身体能力・アクションも併せて参照。

##### P、演出家、脚本家視点など
草彅は劇作家・演出家・直木賞作家のつかこうへいから「大天才」と評価されている。つかは草彅主演舞台『蒲田行進曲』の作・演出を務めており、本作の公演期間前に草彅について「俺の想像を超えてた。あの子を待つためにこの20年近く、芝居をしなかったんだろうと思わせる」と発言しており、のちも「衝撃的だったね」と振り返っている。
つかは演出において俳優に多数の注文を繰り出すことで知られるが、草彅については「天才だよ、草彅君は。僕は1度も演技に注文をつけていない」と述べており、草彅本人には「好きにやってくれ」と伝えている。また、草彅を「非常に頭のいい子」と形容していて、「吸い取り紙にこう、水がスッと吸い上げられるような感じで、［手を真上へ挙げ］こんなふうに伸びていきましたんでね、［手で緩やかな傾斜のラインを作り］こういうふうにはならないもんですね天才ってのは、［力強く敏速に手を真上へ挙げ］こう上がっていくもんなんですね」と語っている。
つか作・演出の『蒲田行進曲』について、つかは草彅がヤス役で主演したあとの作品において、草彅以外からヤス役の俳優を決めなくてはならない状況に際しての難航をその作品の日記（つかこうへい事務所公式サイトのコンテンツ）に書いており、さらに、以下のように記している。
なお、ヤス役の俳優が主演した作品も、「蒲田行進曲」のみがタイトルの作品も、草彅主演作が最後となった。
つかはJ・D・サリンジャーの小説『ライ麦畑でつかまえて』の主人公・ホールデンを演じる能力を持つ役者が日本に一人だけいることを記しており、その能力の高さを書き表して、「草彅剛である。」と結んでいる。つかは「後世に残す一冊をあげろと言われれば、私は躊躇なくこの『ライ麦畑でつかまえて』を推す」「この原作が書かれたのは1951年である。［サリンジャーは本書で］戦勝に沸き、新しき世界の盟主国としてもてはやされるアメリカが、実はすでに深く過酷にむしばまれている病理を、適当に生きることの出来ない少年［ホールデン］の絶望的な自己矛盾に託した」と述べていて、「人は独りでは生きられない。愛し愛されたいから本当の自分を知ってほしい。では、本当の自分とは何か。自分ですらそれを知るのは、非常に怖い。が、ホールデンはしっかりと『自分の心の底』を見下ろした」「自らの絶望と孤独の底を見つめる勇気は、万人の生きる希望へとつながったのだ」と書いており、「一人だけ、ホールデンがいる」と示し、サリンジャーがホールデンに託したものをすでに草彅が役をもって体現していることについて以下のように綴っている。
また、つかは『ライ麦畑でつかまえて』の連想に際してのことを以下のように記している。
つかはダニエル・キイスの小説『アルジャーノンに花束を』においても「［前略］その絶望と赦しと共感の中にある、チャーリイ・ゴードン［主人公］の透明な哀しみを表せる唯一の男が日本にいる」と、草彅について記している。
草彅とつかがともに仕事をしたのは1999年・2000年の『蒲田行進曲』のみとなったが、つかは本作以外にも草彅主演作品の構想を述べてきており、つかが肺癌で闘病のすえ2010年に死去後は、つかと長年仕事をしていた制作スタッフがつかについて、「『もう一度草彅くんとやりたいな』といつも言ってらした。それが叶わなかったのは残念だったんじゃないかなと思う」とコメントしている。
演出家・脚本家・直木賞作家の松井今朝子は草彅について『蒲田行進曲』に主演したとき天才だと確信しており、草彅主演舞台『父帰る/屋上の狂人』（菊池寛の古典で前者「父帰る」は高松の、後者「屋上の狂人」は讃岐の方言を使った戯曲の作品）観劇後には「本当にふしぎなくらいピュアな役者」と形容し、そのことについて「たとえば梅沢昌代は巧い女優さんだけれど、舞台に立つとやはり女優がやっているようにしか見えないのに、草彅は舞台でただ座って新聞を読んでいるだけで、逆に明治の青年がそこにいるようにしか見えないのである。これって本当にスゴイことだと思う。役者がだれでもそれを目指してほとんどができないことをすらっと出来てしまう。天才の天才たる所以だろう」と綴っている。さらに、松井は本作の制作者が草彅にこの戯曲をもってきたことについてでも「今どき舞台でこんな芝居ができるのは、この人しかいないことを改めて知らしめたようにも思えるのだった」と記している。
また、松井は草彅について「驚嘆するほど集中力のある演技が発揮できる」と記し、草彅の感受性の強さにも言及して「私は彼を天才的な俳優だと高く評価している」と書いている。
演出家・脚本家の河原雅彦は、草彅の才を「天賦の才」と形容しており、草彅について「あの年代でNO.1の俳優だと力強く断言する」と記している。
2007年、脚本家・作詞家・戯曲家の坂元裕二は、「もし俳優のオリンピックがあったら、日本代表は草彅さんです」と述べている。
SF作家の小松左京から「草彅君にやってもらいたかった」と指名され、小松原作の2006年に公開された超大作映画『日本沈没』で主演を務めた。本作は邦画では破格の製作費が投じられた。なお、小松の映像化作品の遺作となった。本作の監督樋口真嗣は草彅について、役が憑依しコントロール自在なさまを目の当たりにして驚いたことを述べている。
草彅主演僕シリーズのドラマ・映画で監督歴のある星護は草彅について「彼の手のなかにその役も作品もある。いつも驚かされるところです」と述べている。また、作品においての草彅を「役そのものなんですね」と語っている。
なお、星は草彅との仕事を振り返った際に、草彅を「監督が心から話が出来る俳優」と形容しており、「こちらの話を本当に真剣に聞いてくれるんです」「迷っていることも含めて全部話しました」と評価の高さを示している。
星は映画『僕と妻の1778の物語』撮影中の印象的な出来事で特に忘れられないことに、草彅が主演したSF作家の主人公が、妻の死去後に白紙の原稿用紙の上で、妻だけに伝わるように文字なき最終話を書いていく、長いラストシーンを撮っていたときのことを挙げていて、そこに書く文章を星自身で決めずに、リハーサルのあとに何を書いていたのかを草彅に聞いたら、星が想像してなかった妻への手紙内容だとわかり、「［草彅の返答を］聞いた瞬間に泣けてきて、『OK、OK…』って言いながら逃げていって、陰で泣きました。僕はもうそれ以上何も言えなかった。そして、本番。彼は演技の最中、ボロボロ泣き始めたんです。全く想定外のことでした」と語っており、「本当に素晴らしいシーンになった」と発言している。また、星はこういうことで作品は草彅の手のなかにあると思う旨を述べている。
これは星がこの仕事をしていて、草彅をすごいなと思う瞬間の一つで、星は「他にも、思い出すとたくさん、一晩でも語れるくらいに、彼との仕事では、そういう瞬間をいくつも味わうことが出来ました」と述べている。また、星は草彅について「例えば、彼が75歳で僕が90歳でも、何か作りたい」「そんな思いにさせられる人です」と発言しており、草彅を「大切な宝物」と言い表している。
草彅主演のドラマ・映画、『TEAM』や『任侠ヘルパー』で監督歴のある西谷弘は、草彅を「すごい役者」と形容している。西谷は草彅について「彼はとても精神が綺麗な人なんですね」と述べており、草彅の能力によって「いろんな役がすっきりとハマる」と評価している。また、「草彅さんが彦一というものを作り上げたときに、もちろん他の役でも今後、一緒に仕事していきたいけど、この彦一という存在を本当に消したくないなと。旅を続けさせたい……と、すごく思ってますね」と語っている。
草彅主演映画『ホテル ビーナス』の監督タカハタ秀太は、草なぎについて「超一流」、天才的と述べており、ぐっと引き込まれる表情に言及している。また、タカハタはもともとバラエティ畑で草彅の冠番組『チョナン・カン』のディレクターだった際に、それに関連する草彅主演の短編ドラマ2本の演出をしたのがほぼ最初のドラマの仕事で助監督の経験もなかった当時、草彅に撮影をリードしてもらったことも語っている。
草彅主演舞台『瞼の母』の演出を務めた渡辺えりは、草彅が役に入り込んだ際の天才性について「役柄を感覚でとらえて、納得すると細密画を描くように役を形づくっていく」と述べている。また、草彅について「天才的な人ですね」と形容し、いつ寝てるのかと思うほど本当に忙しい中、本作での役は出ずっぱりで、たくさんの台詞はすべて古典の言葉だし、所作もすごく大変なもので、立ち回りもある、それをすごい集中力で、こちらが言うとパッとやるんです、といった内容を語っており、耳もいいと、鋭敏な感性に言及している。なお、閉幕後において「［本作の］母に手紙を書く場面、そして母と再会する場面で、彼は毎回本当に泣いていました」と発言し、その状態にも触れ「感受性が強いんですね。毎回新鮮に演じるというのは、なかなかできないことですよ」と口述していて、「とにかく役の気持ちになって集中する人」と述べており、その特異な、役をもっての体現を「草彅君でなければ出せないリアリティ」と評価している。
民放史上初の5夜連続、総放送時間11時間半以上の超大作ドラマ『99年の愛〜JAPANESE AMERICANS〜』で脚本担当の橋田壽賀子から指名され、主演を務めた。橋田は普段はキャスティングへの要望は出さないため、この指名は珍しい行為となる。実際に橋田は草彅の出演が決定してから脚本を書いており、「まさに草彅あっての作品」と報じられた。本作は制作費も通常のドラマでは考えられないほどの巨額が投じられた。なお、橋田は4年がかりで企画・執筆した本作の主人公は、当初から草彅をイメージして書いており、橋田が特定の俳優を想定して“あて書き”したケースは過去にも他にない。
橋田は本作について、自身の一生のテーマ「戦争と平和」へのすべての想いを託した集大成であり「私の遺言」と述べており、構想を練っていた際を振り返って「主役を誰にするかで、私の脳裏に真っ先に浮かんだのが草彅くんでした」と口述し、主人公像について「草彅くんにしか出せない。彼しかいないって思ったんです」と言及している。さらに草彅について「実際やってみると、とにかく素晴らしい演技で、私が書いた脚本以上に素敵なドラマにしてくれました。彼が演じると本当に泣けるんです」と評価している。
宮藤官九郎は草彅主演映画で自身が監督・脚本の作品についてを振り返り、本当に草彅に救われた現場だったことを語っている。また、草彅について「天性のもの」に言及しており、「多くの監督さんが何度も仕事したくなるのも頷ける」「次はこんな役をやって欲しい、という想像力をかき立てる人」と述べている。
脚本家・演出家の三谷幸喜は「俳優としての凄さ」と記し、「役者に役が『乗り移る』瞬間を、僕は初めて見た」と、ともに仕事をした際の草彅について書いている。また、三谷は草彅に役が憑依している状態を「天衣無縫」と言い表しており、草彅が本番中、天災地変が起きた状況においても、その状態で通せることを綴って、「驚異の集中力」と述べている。なお、三谷は『burst!〜危険なふたり』について、「特にラストで見せる草彅さんの『静かな狂気』は、鳥肌ものだ。あんな表情が出来る役者さんを、僕は他に知らない」と記している。

##### 他の俳優視点・共演者への影響
つかこうへいは、小西真奈美所属の事務所の社長が小西に抱く願望をつかに伝え、つかのもとに小西を連れて来た際に、つかが小西の相手役の能力次第という旨を説いたこと、および、その後に決定した草彅主演『蒲田行進曲』に小西出演のことを振り返って、「相手役は、天才・草彅剛君でした」と記し、草彅による小西への影響について「真実の天才は、相手役を成長させ、明日を予感させてくれます」と書いている。
広末涼子は草彅について「『蒲田行進曲』を観て、二度も行ってしまいました」と述べており、「草彅さんのは全部行かせていただいてます」「大好きで」と発言している。
堤真一は草彅とテレビドラマで初共演した際、草彅の演技を目の当たりにし、その開放された無垢な感性や、その役を生きる在り方に大きな感銘を受けており、それ以来のことを「草彅剛の才能に驚嘆し続けている」と述べている。また、堤は草彅主演舞台『父帰る/屋上の狂人』の稽古場を訪ねた際に、草彅について、こんな役者さんと初めて出会ったという旨も語っており、「古田［古田新太（草彅・堤とそれぞれ共演歴有り）］が、草彅君のことを『すごいすごい』って言ってたの。実際に自分が共演してみて、『なるほどな。お前［古田］の言ってたことはわかるわ』って思ったわけ」と振り返ってもいる。
共演歴のある竹内結子は草彅について「役を吸い込んじゃうとでもいうんでしょうか」「草彅さんは何でも自分のものにしてしまえる」と述べている。
香取慎吾は草彅こそ天才と発言しており、草彅の海外公演も完全プライベートで追っかけしている。
映画『BALLAD 名もなき恋のうた』で共演した新垣結衣は、本作で戦国時代の猛将・又兵衛役を主演した草彅について、いったんメイクをしてカツラや鎧をつけた際の変貌ぶりを「鬼気迫る雰囲気の又兵衛そのものになって…」と振り返り、初めて見たときのことを「本当に衝撃的で、圧倒されました。何てスゴイ俳優さんなんだろうと感動しましたし、そんな草彅さんのおかげで、私も廉姫になり切ることが出来たんだと思います」と、その影響にも言い及んでいる。
斎藤工は草彅について「底知れぬ器」と語っている。
草彅主演連続ドラマ『銭の戦争』で共演した玉森裕太は、本作の撮影期間に草彅について「僕のどんな演技も受け止めてくださる大きさがあって、僕を含めて共演者の良さをそれぞれ引き出して下さる方だなと、日々感じています」と述べている。
市村正親は「この役者は凄いと思っている俳優」を聞かれた際、草彅一人だけの名前を挙げており、草彅について、役によって違う人物になっていることや、作品に100%以上の力で取り組むこと、持っていき方などに言及し、彼は凄いと評価している。
稲垣吾郎はSMAPで一番モテるメンバーを問われ、草彅一人だけ名前を答えた際に、いろんな女優さんが草彅と共演したがっているという話を口述した。

#### 役作り・姿勢
以下の分類、それぞれが相互関係にあり、その分類の枠を超えた評価内容も記されている。#評価、#身体能力・アクションも合わせて参照。

##### プロフェッショナル
草彅は以下のように語られている。

##### ストイック
主演映画『日本沈没』の監督樋口真嗣は草彅について「彼はものすごくストイック」と述べていて、作品と向き合う、その集中力の凄さを語っており、求道者を彷彿している。
主演連続ドラマおよび映画『任侠ヘルパー』の監督西谷弘は、本作での草彅の役・翼彦一について、彦一にとっての人生の美学は「やせ我慢」であると語り、「草彅剛という男は非常にストイックで、もし翼彦一という人格が本当に存在していれば、ものすごく草彅くんに憧れるだろうなと思うんですよね。彦一は草彅くんのようにストイックには生きられない。でも、そのストイックさを真似ることはできるんです。それが“やせ我慢”」と述べており、その孤独なまでのストイックさこそが、俳優・草彅剛の魅力でもあるという。当映画で彦一は組織から離れたアウトローとなった。

##### 勉強家・努力家
香取慎吾は「とにかくつよぽんは勉強家」と述べており、そのことについて「とことんハマる」と言い表している。また、香取は俳優としての草彅について、本当に大好きと発言している一連でも「真面目すぎるくらい真面目に作品に取り組むところも尊敬してるし」と語っている。
1930年代の映画の完全カバー作で2008年に公開された映画『山のあなた 徳市の恋』の監督石井克人は、盲目の按摩・徳市役を主演した草彅について、徳市そのものと形容している。石井によると草彅は役作りを相当しており、実際に按摩からマッサージの仕方を修得していて、オリジナル版を超えた正確なものにした。また、石井は撮影現場の草彅を「入り込んでいて、すごかったです」と発言しており、そのさまに言及して、そんな役者は他にいないことを述べている。監督の石井は、この役は最初から草彅以外には考えられなかったという。
渡辺えりは草彅を「天才的な努力家」と評価している。草彅主演舞台『瞼の母』は、草彅を高く評価しているプロデューサーの意向で、渡辺が古典戯曲『瞼の母』を長谷川伸の原作に忠実に台詞を一切書き直さず、今では全く使わなくなってしまった言葉も、あえてそのまま残し、かつ、全場上演としての演出を行った。渡辺はコラムに「主演の草彅剛さんは［中略］超ハードなスケジュールであった。しかし、台詞を覚える、所作を覚える、立ち回りを覚える、そして肝心の演技の追求。普通だったら投げ出してしまうほどの内容を、よく最後まであきらめずに命がけで頑張ったと思う」と綴っている。なお、そのコラムによると、渡辺は初日が開いて、とても良い出来だったのを目の当たりにしたあと、プロデューサーと抱き合って泣いてしまった。
草彅について本作の共演者・大竹しのぶは「ひとりで練習していてすごかった」と明かしており、「耳にこびりついたくらい。すごいと思った」と述べている。また、渡辺は「ひたすら努力する人なんです」「稽古の休憩時間に、ひとり廊下で踊りの練習をしていた姿も忘れられません。きっと番組の収録か何かのためでしょう。そして次の休憩には立ち回りの稽古。結局、まったく休んでいないんです。やっぱり物事は努力しなければいけないなと。剛君を見て、自分も頑張ろうと励まされました」と語っている。
草彅主演舞台『burst!〜危険なふたり』（膨大な台詞量で出ずっぱりの役を主演）の作・演出を務めた三谷幸喜によると、本作の幕が開く前、草彅はかなり早いうちから台本のすべての台詞を覚えており（稽古の初日前には既に台本のあたまから終わりまで読み込んでいた）、その状態でいて、毎日、台本のすべての台詞と向き合っていた。三谷はそのことに驚いた胸のうちを明かしており、「こんな役者さんは初めてだ」とコラムに書いている。なお、そのコラムには稽古中の草彅について、役の気持ちになりきっての体現のことも綴っており、これにも驚くことを記している。また、三谷は本作の幕が開いてからも「稽古の時から常に全力投球の草彅さん」と、作品への取り組み方に言及している。

##### 肉体改造
主演連続ドラマ『僕の生きる道』の役作りでは、もともとスマートな体形から食事制限で役の病状に合わせながらの減量を行い、最終的に体重を9 kg減らした。次の長期撮影作品である主演映画『ホテル ビーナス』の役作りでは、筋肉量を増やす目的の筋トレ・有酸素運動および食事を行うことでバルクアップし、前者の状態から体重は15 kg増やした。
『僕の生きる道』は、一年後に癌で亡くなるであろうという立場になった主人公が、いかに一年を生き抜くかという話で、クランクアップから幾年も経過後に関係者が本作のことを振り返った際のコメントを以下に挙げる。草彅が役の病状の進行に合わせた減量をしていったことや、周囲に食事制限による極端な減量について気を遣わせぬように配慮してか、予告もせず、自らの意志でそこまで徹底していたことが分かるようになっている。
監督星護は主人公役の草彅について、「生きるということを、もう体が聖なる者として表していました」と形容している。また、「彼は、本作が決まってから、食事をしなくなってしまった」「どんどん痩せていくんですね。ただ痩せるだけではなく、その役を非常に真面目に、真剣に…」「とっても静かに、佇まいから入っていく。だから、主人公がそこに出現してしまうような感じなんですね」と述べている。
さらに、「彼がだんだん痩せていくのに気付いて、『頑張ってるな。監督［星自身］も手を抜けないな』という気持ちになっていくんですけど、一番印象的だったことは、最終回のロケをやっていたときです。主治医から心臓マッサージを受けるシーンで、本番で初めて彼の体を見たら、ガリガリであばらがものすごかったんです。心の中で『あ！』と驚いて、胸を突かれました。ここまで徹底してやっていたのかと。病気の人を演じるといっても、監督がそこまで要求できることではないですよ。でも、彼はそこまでやった」「しかも、気張らず、予告するでもなく、ただ静かに…。彼はそういう人なんです」と語っている。
主人公の主治医役を演じた小日向文世は収録当時の様子について、「草彅君の『僕の生きる道』に懸けるエネルギーたるや、ものすごかったですね。病を患っている設定に合わせて、会うたびにどんどん痩せていくんです。最後に倒れて病院に運び込まれて僕が心臓マッサージするんですけど、そのときなんてもう、あばら骨が浮き出ていて。“すごいな”というレベルを超えて、鬼気迫るものを感じました」と発言している。
『ホテル ビーナス』の役作りによりバルクアップした身体を保っていた時期は、その身体で雑誌『Tarzan』の表紙を飾った際、大変身ぶりに言及され、見事な筋肉を身につけたと形容されている。その身体が確認できる広告用のポスターがマガジンハウスに貼られたときの同社での反応が、いつにない盛り上がりだったことも記され、そこでもまた高く評価されている。
草彅は2003年10月に『ホテル ビーナス』がクランクアップし、2004年2月に本作の完成披露試写会が行われる頃においても、本作での体形を維持していた。当時、草彅は主演連続ドラマ『僕と彼女と彼女の生きる道』の撮影期間でもあり、草彅に密着した『Tarzan』の記者は、「草なぎ剛さんに脱帽しました の巻」と題し、記者自身の筋トレのことを「お恥ずかしい話なのですが、編集部で1、2を争う筋トレ嫌いの私も、草なぎさんの撮影を目の当たりにして、自宅ではじめました。普段のジョギングやバイクの後に、30分程度ですが。自分の心境の変化に心底驚いています。それもこれも、草なぎさんの姿に感化されたからです」と記しており、超多忙な草彅の筋トレにお邪魔するところから取材は始まったことに触れ、草彅について「カラダ作りに妥協の文字は一字もありません。ドラマの撮影で早朝ロケ＆深夜上がりが毎日続いており、筋トレをする前に疲労を回復させた方が……、という状況なのにです。夜から深夜にかけての撮影が終わった時は、草なぎさんのプロ意識の高さに感動すら覚えました。『ターザン』編集部13年目にしても、なかなか出会えない出来事でした。数日後、映画『ホテル ビーナス』の完成披露試写会のパーティでお会いした時、草なぎさんのふっと優しい目線を感じました。その翌日から、僕は筋トレを始めることになったのでした」と綴っている。
また、『ホテル ビーナス』の公開前に俳優・歌手の森田剛は、『duet』による私生活のインタビューで、記者に『ホテル ビーナス』を見たいと思ってることを述べていて、その際、テレビで当映画のメイキング映像を見たことに触れ、草彅について鍛えててと言及、「脱いだら超マッチョなの!!」と口にし、マジで凄いと思ったことや本当にその姿を見て感動したことを語り、「だって、（草彅）剛くんにマッチョなイメージないでしょ？ “うわっ、いいな〜、オレもやりてぇ〜”と思って、その日にさっそく鉄アレイとか、筋トレ用のグッズを買いに行っちゃったよ」と発言しており、草彅に影響されて筋トレ用のグッズを一式そろえ、筋トレを生まれて初めてやるに至ってから3日目ぐらいであることを公にしている。
その後においても、草彅は役によって体重の増減、筋肉量のコントロールなどで体形を変えている。

##### 座長・人格・周囲への作用
草彅主演連続ドラマ・映画で1997年から監督歴のある星護は2012年に草彅について、「非常に支えられました」と述べており、「支えてくれる存在」と形容している。また、「彼は普段から、とってもいい人なんです。ふつう、人間だったら嫌なところや欠陥があったりします。でも、彼の場合はそれがあるように思えないのです」と語っている。
草彅主演連続ドラマで1997年から共演歴のある宇梶剛士は、同じくドラマ『任侠ヘルパー』にレギュラー出演しており、本作の撮影期間における談話で、現場にいつも活気があることについて「なんといっても草彅くんの存在が大きいと思います」と述べていて、さらに「草彅くんの、あの器のデカさは何なんでしょうね。ホント、見ていて惚れ惚れします。彦一を演じているときはもちろんですが、撮影の合い間とか、素顔でいるときにも“大きさ”を感じるんです」と口述し、草彅を「もの凄く大きな男」と言い表している。
草彅主演舞台『瞼の母』の演出を務めた渡辺えりは草彅について人柄のよさに言及していて、「根っこの優しい人で、こちらが落ち込んだときに慰めてくれて、助けられたこともあります」と語っており、また、「芝居で相手が失敗しても絶対に人を責めないです」と述べている。
連続ドラマ『銭の戦争』で主人公を主演した草彅とその弟役で共演した玉森裕太は草彅について、撮影期間に「最初は僕がすごく緊張していて話しかけてもらうことの方が多かったんですが［中略］いつも同じ目線で話してくださって、話も面白いですし」と語り、さらに草彅が現場に明るい影響を及ぼしていることに言及して、「そういうところを見ていると、主演としてのあり方みたいなものを感じます」と発言している。また、「忙しいはずなのにいつも普段通りで、疲れた顔を一切見せないところ」にも触れ、「さすが大先輩だなと思います」と述べている。なお、クランクアップ後には「なんであんな優しくて［中略］男気があるんだろう」と綴っており、「本当に尊敬です」「俺も将来 あんな偉大な先輩になれるといいな」と記している。
『スペシャリスト』で共演した南果歩は、この連続ドラマ撮影期間に現場について、主役である草彅が皆に心遣いのあるスタンスでいるから、良い意味の緊張感で本番に臨めていると思う旨を語っている。なお、南は現場での草彅について、話していても楽しいことや、また、周囲に余計な気を遣わせないよう心配りをする人であることに言及しており、草彅の姿勢の表れが、すごく人にプレッシャーを与えない配慮となっていることを口述した。さらに、「私がセリフの言い方で失敗したなって思ってると、小声で『大丈夫、大丈夫』ってさりげな〜く言ってくれる」と語っており、救われると述べている。
草彅が忙しい中で現場によく差し入れしていることや、手作り料理を持参して振る舞っていたり、また、その材料や調理器具などを持参のうえ、その場で料理して振る舞っていることが周囲から明かされており、そのエピソードとともに、草彅が現場を良い方向に導いていることが語られている。3日間煮込まれたカレーで、すね肉や野菜がいっぱい入った、スパイスが何種類も使われたものを食べた者は、「すごく深い味と香りで、みんな何杯もおかわりして、10分ぐらいで無くなっちゃいました。忙しい方なのにわざわざ作ってくれるなんて、草彅さんは本当に優しいです」と述べている。
また、事務所の後輩でもある共演者は、その後輩自身のグループのコンサート2公演にドラマの撮影もあった日のあと、草彅が現場でパスタを作ってくれて、コンサートがまだ残っていることでも気にかけてくれたことを語っており、「現場まで材料を持ってきて作ってくれるの」「鍋とフライパンとガスコンロを持参して、目の前でだよ。うれしかったな〜」「ホントにパワーをもらったなぁ〜」「牛肉がゴロゴロ入ってるミートソースを草彅くんがよそってくれて。軽く3人分くらい食べちゃった。あれは、元気が出たし、おいしかった。本当に感謝してます！」「芝居以外にも勉強になることが多い現場です！」と草彅について発言していて、草彅へ「いつも楽しい現場とおいしい料理をありがとうございます。満たされた心で残りの仕事も全力でがんばります」とメッセージを述べている。なお、自分が女子だったら結婚したいジャニーズの対象に草彅一人だけの名前を挙げて、「料理うまいし、ふだんから優しいし、尊敬できる！」と示していたり、クランクアップ後も「草彅くんは芝居はもちろん、現場でのあり方もプロだと思った」と口述して、「行動や発言すべてがすごくて」と言い及んでいたり、「草彅くんは主演で大変なのに、いつも現場を盛り上げてくれていたし、［中略］本当にすごい人だな、と思った」と語っている。

#### 身体能力・アクション
戦国時代の猛将・又兵衛役を主演した映画『BALLAD 名もなき恋のうた』では氷点下8 ℃を記録するなどの極寒の山の中、素足にわらじで10 kg程の甲冑をずっと身にまといながらアクションシーンの撮影に臨む日々であった。共演者の矢柴俊博は合戦シーンにロケ最大人数のエキストラが集まった日のことを、草彅がその心遣いで極寒でこごえているエキストラの方々の士気にも配慮して、たびたび声掛けを行い、エキストラの方々とも何度も呼応していたという事柄に触れ「座長［草彅］のあったかい振る舞いがあの傑作シーンを作った」と述べている。又兵衛役は槍の殺陣が主。その決闘シーンの殺陣について「修羅場をくぐった武人の槍さばき」と形容された。監督山崎貴によると、草彅は乗馬や殺陣のシーンを撮り始めるだいぶ前から、忙しいスケジュールの中でも熱心にトレーニングに通っていた。山崎は槍の殺陣について剣よりも難しい、しかも重いと述べており、この殺陣においてリハーサルで草彅が自ら取っていた動きとその作用を語り、細部まで作り出す俳優であることに言及している。また、山崎は「現場で又兵衛さんそのものだった」「あれぞ憑依してたって感じ」と振り返っており、草彅のアクションシーンについて身体能力の高さにも触れ「ただただ驚きましたね」と語っている。
彦一役を主演した映画『任侠ヘルパー』で草彅も監督西谷弘もリアリティを追求したファイトスタイルにすごくこだわっていて、草彅はアクションシーンをすべてガチで行っているゆえ、逃げるヤクザを追う一連で階段を使わずに階下へ飛び降りるシーン（模型が展示されている台に突っ込んだ）など、スタントの域のアクションシーンもすべて、スタントマン無しで草彅本人が取り組んだものである。西谷は草彅について身体能力のすごさにも言及しており、アクションも高く評価している。
映像作品のビンタされるシーンで草彅に遠慮して強く叩くことができない女優から本気のビンタを引き出していたり、また、男性から腹部を殴られるシーンでも本当に当てて強く殴ってくるように草彅自ら導いていたりなどを相手役にも配慮して行っていることがスタッフに明かされ高く評価されており、映画『任侠ヘルパー』でも草彅のボディへの拳や蹴りはすべて本当に入っていて、それにより草彅の身体のあちこちが痣だらけになっていたことを密着した記者が書き記している。
本作でのヤクザ集団との最後のファイトシーンは二日連続で夜から朝終わりの撮影で撮られたもので、真冬の寒空のした、アスファルトの地面の上という厳しい環境で夜通し一方的に蹴られ、殴られ続けていた。そのあと、この撮影で他の出演者たちのシーンが撮られていた中、草彅は一切寝もせず、そばで役そのものに徹して長い間ずっと地面に倒れ続けていた。それを目の当たりにした宇崎竜童は草彅について、すごいなと思った胸のうちを語り、この撮影が終わったあとの草彅の様子をメイクの人から「草彅さんは一切愚痴りません」と聞いたことも明かして裏でもまったく愚痴らない姿にも言及し、「ホンモノ」と口にしている。また、草彅への尊敬の念を述べて、「男の中の男」と形容した。
宮藤官九郎は草彅主演映画で自身が監督・脚本の作品について、草彅のおかげで、やりたかったアクション（宮藤自身では出来ないし説明も出来ないゆえにやれなかった、そんなハードな殺陣）が出来ていったことを語っている。また、「草彅さんって身体能力が高いのはもちろんなんですけど、自分の身体をどう動かすかということに、すごくこだわりがあるというか、めちゃくちゃ器用なんです」と述べており、草彅について、運動神経が素晴らしく良いのはアクションシーンではもちろん、ちょっとした仕草や動きにも現れていて、例えば、精神的ショックで上手く動けなくなっている状態など、宮藤自身が俳優でもあり、そのような動作の難しさを知っているせいか、そういう動きをすんなり体現できてしまう草彅が羨ましくて、「何でもできちゃうんだな〜と現場でため息ばかりついていました」と発言している。

### 韓国関連について

#### 概要
2001年4月、草彅の韓国関連の活動についての番組『チョナン・カン』がフジテレビ系列で放送開始し、これを機に韓国進出した。当時、韓国では日本文化が厳しく制限されており、日本で知名度抜群の草彅が無名の状況下で、また、日本において、のちの韓流ブームが起こる前でのことであった。「チョナン・カン」は韓国関連での草彅の芸名でもあり、当番組は本人の冠番組にあたる。草彅がそれにより多忙な中で熱心に韓国語の勉強をしてきていることが周囲から語られており、同年に当番組のプロデューサー荒井昭博は「とにかく、楽屋に行けば参考書を開いてます」「彼は心構え凄いです」と発言しており、草彅のそういう見えないところの努力が、当番組が人気を博した一つの秘訣だと思っていることも口述した。草彅の朝鮮語の語学力は、同時通訳ができるほどの極めて高いレベルのものとなった。また、草彅は韓国においても人気が有り、SMAPの草彅剛というよりもチョナン・カンがいるSMAPというくらいの認知度があるに至った。草彅は日韓の交流に大きく貢献してきている。
「チョナン・カン」の由来など
番組『チョナン・カン』の放送開始前、スタッフが草彅の氏名「草彅 剛」の漢字を朝鮮語の音読みで発音しようとして、「チョナン・カン」と口にしたのがきっかけで、そのまま、芸名・同番組名として採用に至った。実際には、「彅」は日本の国字のため朝鮮語の音読みは存在せず、「剛」の朝鮮語の音読みは「カン」よりも「ガン」の発音のほうが近い。
この時代の韓国文化では、他国の人名はその原音に近い発音でハングル転写して読み、日本人や中国人などの漢字で表記できる人名においても同様で、その漢字を朝鮮語の音読みにして呼ぶことは一般的ではない。よって、「チョナン・カン」という名義は上記のきっかけにより創り出した、文字通りの芸名といえる。ゆえに、韓国でも「『チョナン・カン』という芸名を持った『草彅 剛（くさなぎ つよし）』」として知られている。
芸名「チョナン・カン」の明確な使い分け定義はなく、韓国の実話小説和訳短編集『月の街 山の街』を草彅剛名義で出したこともある。
番組『チョナン・カン』開始のきっかけ
韓国映画『接続 ザ・コンタクト』をテレビで鑑賞してから朝鮮語の台詞をよく聞き取ったりなどしており、朝鮮語の響きなどに惹かれていて、自らの意思によって韓国を取り上げる番組の開始に至った。

#### 活動
2001年4月13日に番組『チョナン・カン』が放送開始し、その撮影以降、長年にわたって、たびたび訪韓しており、韓国の雑誌・新聞等の取材対応や韓国のテレビ出演などにも数多く取り組んできている。同年5月22日には韓国観光公社から、番組『チョナン・カン』が韓国に多くの観光客を呼び、韓国観光広報に寄与した功績を讃えられ、感謝牌を贈呈された。当番組は韓国観光を呼びかける番組ではないが、草彅の日韓における影響力の大きさが表れる形となった。同年、韓国のシットコム作品でテレビドラマシリーズ『ニューノンストップ』（MBC）にゲスト出演を2回した。
2002年6月21日、番組『チョナン・カン』が全日本テレビ番組製作社連盟の「ATP賞 テレビ記者賞」を受賞。同年夏、チョナン・カン名義のシングル「愛の唄〜チョンマル サランヘヨ〜」が日韓でリリースされた。同曲の歌詞は草彅が日本語の歌詞を朝鮮語に訳したもの。同曲は番組『チョナン・カン』のテーマソングや、草彅が出演する日本ケンタッキー・フライド・チキン 韓国風ツイスターのCMソングとなった。同年12月、チョナン・カン名義の朝鮮語会話本『チョンマルブック』がシリーズで刊行されベストセラーとなった。
2003年6月8日、TBS系列の報道特別番組にて韓国の盧武鉉大統領と朝鮮語で対談し、その模様が日韓同時放映された。その際、草彅は通訳の大役も任されている。また、この翌日には、盧大統領と対談した草彅について、上皇后美智子に「韓国語はいかがでしたか」と尋ねられた盧大統領夫人の権良淑が「上手でしたよ」と応じている。なお、皇后は草彅が2008年に李明博大統領と朝鮮語で対談していることも把握している。2011年に皇后が草彅主演の映画『僕と妻の1778の物語』を草彅とともに鑑賞し、草彅の演技を称賛した際の草彅と皇后の交流が世間で話題になったとき、皇后は草彅が日韓交流のかけ橋として活動していることにも関心を持っている件についてもメディアが報じた。この交流の際、皇后は当時、朝鮮語を2001年から10年間勉強している草彅へ「とても素晴らしいことですね」と賛辞を呈している。
2004年1月14日、東京・南麻布の韓国大使館を表敬訪問し、趙世衡大使と朝鮮語で対談した。その際、草彅主演の全編朝鮮語の邦画『ホテル ビーナス』が完成したことを伝えている。それを受け、趙大使は「日韓の文化交流のために、大きく貢献することだと思います」と発言した。また、趙大使は「草彅さんが韓国語が上手だということは、韓国人は皆知っています」と述べた。その後、亀山千広が草彅に、韓国大使と話す草彅の姿を見たことを伝え、草彅への尊敬の念を述べており、さらに、草彅について「日本の宝」「外交を一手に引き受けている。しかも、一番近くて遠い国だった韓国だから凄いと思う」と発言している。同年6月、当映画が世界四大映画祭の「モスクワ国際映画祭 コンペティション・パースペクティブ部門 最優秀賞」を受賞。同年8月に『24時間テレビ』のメインパーソナリティを務めたときには、韓国人俳優がゲストで来た際に通訳も務めた。同年10月、草彅は日経BPの「日本イノベーター大賞 ジャパンクール賞」を受賞。ジャパンクール賞は同年新設された賞で、世界の人々を惹きつける政治的価値観や文化的魅力、いわゆるソフトパワーに貢献した人物という観点から選考される。草彅は日韓の文化交流への大いな貢献が認められての受賞。「草彅氏のこうした活動は、日本にいる韓国人にとって励みになっている」などの選考理由もあった。
2005年7月にリリースされたSMAPのアルバム『SAMPLE BANG!』収録の草彅ソロ曲「ハヌル〜ヨン ウォナン サラン〜（そら〜永遠の愛〜）」に、韓国の男性歌手グループSHINHWAのメンバーのイ・ミヌ（作詞担当）とシン・ヘソン（コーラス担当）の二人が参加。草彅とその二人でインタビューも受け、日韓の大スターのコラボについて双方の国のメディアで取り上げられた。同曲で草彅は訳詞も担当し、第1節は朝鮮語の歌詞を日本語に訳したもので、第2節はそのまま朝鮮語で歌っている。
2006年8月29日、主演ドラマ『海峡を渡るバイオリン』が韓国放送協会主催「ソウル・ドラマアワーズ2006 短編ドラマ部門 最優秀作品賞」を受賞により、草彅はソウルの授賞式で壇上にて流暢な朝鮮語でスピーチをし、拍手喝采を浴びた。翌月、韓国において最大規模のスクリーン数で上映された主演映画『日本沈没』が初登場1位を記録し、邦画として史上初の快挙となった。
2008年4月21日、TBS系列の報道特別番組にて韓国の李明博大統領と朝鮮語で対談し、その模様が放映された。草彅は通訳の大役も任された。この対談の際、李大統領から、文化交流の「日韓文化大使」就任を要請されている。韓国大統領と対談するのは、盧武鉉前大統領と二代にわたってのことである。
2010年、主演連続ドラマ『冬のサクラ』に韓国の女優チェ・ジウが友情出演し、共演した。チェ・ジウは当ドラマの内容に共感し、日韓文化交流の先駆け的存在の草彅が主演であるからということで、ノーギャラで構わないから出演したいと自ら述べており、忙しい合間を縫っての撮影が実現した
2011年2月、韓国でシリーズ累計360万部以上という異例のベストセラーを記録したイ・チョルファンの朝鮮語著書を草彅が訳した翻訳本で、韓国の実話小説和訳短編集『月の街 山の街』が刊行された。これについてチェ・ジウが草彅に感心しきりだった。
2012年1月18日、日本の経済産業大臣から、韓国の麗水市で同年5月12日から8月12日まで開催される麗水国際博覧会の日本館サポーターに任命された。
2012年11月 - 2013年2月、主演舞台『ぼくに炎の戦車を』で日本語と朝鮮語の台詞を用いる役を務めた。本作は、1924年の朝鮮・京城近郊を舞台に、日韓の国籍を超えた友情を軸にした物語で、「草彅剛の俳優としての類い稀な才能を再確認するのに十分な作品」と評価された。2012年は東京・大阪で上演し、大盛況のうちに幕を閉じ、2013年はソウルで上演し、初日終演時、スタンディングオベーションの習慣がほとんどない韓国で、満員の総立ちになった観客から盛大な拍手と大歓声を浴び、感無量の面持ちで声援に応えた。韓国では異例のスタンディングオベーションは5分以上にもおよんだ。韓国演劇の殿堂といわれる国立劇場（韓国最大規模の収容人数）でのソウル公演もチケットは全6公演すべて完売しており、絶賛の声のなかで幕を下ろした。なお、草彅は1月27日に韓国入りして空港で大勢の草彅ファンの熱い歓待を受け、また、劇場の舞台裏には稽古中から連日、現地の草彅ファンから食事などの大量の差し入れ（草彅のスタッフへの分も考慮された約100人分の食事やデザート等で、草彅の似顔絵入りの特製パッケージが用いられていた）が届くという異例のもてなしも受けたことも報じられた。

### 『ぷっ』すま
『『ぷっ』すま』は、草彅の冠番組でユースケ・サンタマリアとともに司会を務めたバラエティ番組、テレビ朝日系列で1998年10月から2018年3月まで放送された長寿番組である。
オリコン・エンタテインメントが発行していた『オリジナル コンフィデンス』で2004年に「深夜テレビ番組の満足度調査」が行われており、同年の10/18号でそのランキングが発表され、『『ぷっ』すま』は全世代から支持されている深夜テレビ番組の第1位を記録。また、『『ぷっ』すま』のみが唯一、全世代から支持されているという結果になった。その後も、『オリ☆スタ』の2010年11/15号では、「オリ☆スタ読者の視聴ランキングでも常に上位に入る番組」「その人気の秘密」といったフレーズを用いられるなど、長年にわたって高く評価された。

### 地デジ普及促進メインキャラクター

#### 就任
2006年6月14日、国を挙げてのものである、地上デジタル放送普及促進キャンペーンのメインキャラクターに就任した。なお、歴史上、このメインキャラクターは草彅のみである。地上デジタル放送完全移行に向けて、地上デジタル放送推進協会 - NHK、民放テレビ全127社、受信機メーカー等からなるデジタル放送推進協会の同メインキャラクターの草彅は、全国に精力的に足を運んでの行いなど、様々な活動をしてきている。その功績は#受彰を参照。また、Dpaの「デジタル放送のあゆみ」において、そこに名前が記された唯一の人物であり、草彅の就任や国より草彅へ感謝状贈呈についてが記載されている。

#### 受彰
2007年6月13日に「（社）デジタル放送推進協会（Dpa）第1回総会」において、地デジ普及広報の立役者であり、特に地デジ普及に貢献していることから、草彅はDpaの理事長より感謝状が贈呈された。
2012年6月1日に「電波の日・情報通信月間」記念中央式典において、草彅は総務大臣より感謝状が贈呈された。総務大臣感謝状贈呈に際して、総務省公式サイトに草彅の功績概要が以下のように記されている。

### 親交関係

#### 香取慎吾
香取慎吾とは、ジュニアのときからプライベートの非常に深い親交があり、双方ともにお互いが一番親密な人であることを公言している。「つよぽん」「慎吾」と呼び合っている。香取は草彅について、「辛いときに何度も抱き合って泣いた仲なんで。つよぽんの存在は大きい」と述べていたり、インタビュアから「香取さんにとっての“宝物”は何ですか?」と問われた際に、「つよぽん」と即答している。草彅は香取との関係について「もともと同じ樹」と言い表していたり、「慎吾は全人類のなかで、いちばん俺のことをわかってる人」と形容している。
草彅と香取はジュニアの時にプライベートで毎日二人で遊ぶ仲になり、お互いの家にしょっちゅう泊まり合っている。子供時代、毎日二人で夜通しダンスの振り付けをして朝方に気を失うように一緒に寝ていたり、毎日二人で徹夜でゲームをしていたり、原宿の店に二人で通い詰めてお揃いの服等を購入しており、同じ格好をした二人で常にラジカセを持ち歩いて日比谷線や渋谷のハチ公前などで一緒に踊っていた。このような、仕事に関係なく二人でずっと一緒に過ごしていたエピソードが多々あり、双方ともにお互いが一緒にいる時間の一番長い人であることも述べている。また、2003年に香取が以前に仕事外で草彅と二人でダイエットしていたことを振り返り、「つよぽん太ってなかったのになぁ」と発言している。
草彅と香取のあまりの親密さを子供時代から第三者に悟られて言及されることがよくあり、1996年オフに二人でロンドンのクラブに行った際には、LGBTの男性にカップルだと思われ、香取が確認された。二人の対談記事においては以下のように記者に記されている。『Weeklyぴあ』では、「二人は、単なるチームメイトを遥かに超えた親密さを漂わせていた」「幼馴染とも、親友とも、兄弟とも違う、唯一無二の絆が、そこから感じられる」。『non-no』では、「10代の初めに出会って以来、ともに歩んできた二人。その愛にあふれた関係は、よく知られたところ。スタジオ内でも草彅さんと香取さんの間には、視線ひとつで語り合えるような雰囲気が漂ってる」「（互いに）親友というよりも、もはや長年つき合ってきた恋人みたい」。2016年元日の『朝日新聞』では、「夫婦かも」。
二人はお互いを〔親友以上で気持ちの深いところでつながっている。お互いに深い信頼関係がないと使わない言葉〕という意味で“チング”と形容しており、2013年に香取が草彅主演舞台のソウル公演を1泊2日の完全プライベートで観劇した際、香取は報道記者に「最高でした。今までで一番涙して笑った」とコメントし、草彅をチングとして誇り高き存在だと思った旨を述べている。
香取は草彅の名前をタイトルに入れ、以下のような詩的な一文を書き記したことがある。
2015年に香取が憧れの生まれ変わりたい人を聞かれた際に、唯一の最たる人として草彅の名前を答えており、そう思う域である草彅の魅力を語っている。香取は草彅について「本当に大きいんですよ」と発言し、その器の大きさ、優しさなどに言い及んだ。

#### タモリ
本人によると、タモリとの出会いは1995年4月からレギュラー出演した「タモリの音楽は世界だ」(テレビ東京系)が最初としている。草彅曰く「タモリさんはオーラがあり、当時20歳そこそこの僕は緊張しっぱなしだった。またタモリさんは基本的に番組の外では全然話さない人だったが、タモリさんに接していると不思議と優しさが漂ってきて居心地が良くて楽しい。“この方に近づきたい”と強く思った」と評している。
その半年後の10月から『笑っていいとも!』にレギュラー出演した数日後、放送終わりにタモリからつけ麺を食べに誘われた。この日を境に『笑っていいとも!』終わりに毎週一緒に昼食を食べる関係になった。本人によると、当時SMAPはドラマ班とバラエティ班に分かれていたが、草彅はどっち付かずの状態だった。しかし番組でタモリと会うことが楽しみになったことで、“僕にも居場所がある”と思えるようになった。
タモリとは、「剛」「タモさん」と呼び合っており、1990年代よりタモリが自身の伊豆の別荘や住宅に草彅を招待して泊めることもある間柄である。その際、タモリが手料理を振る舞っていたり、その材料を一緒に買いに行ったりしている。一緒にイカ釣りに行った日もある。また、タモリの『笑っていいとも!』に草彅がレギュラー出演する際、一緒に局入りすることがあった。
『笑っていいとも!』のコーナー「ドンぴしゃ!プライベード算」で、テーマ「この1年で家に遊びに行った芸能人の数は?」において回答者のタモリが「1人」と答え、それが草彅であることを明かしている。その際、タモリは草彅の家に行った時に、タモリ自身が酔っぱらっていたので部屋の窓を開けて「景色いいなぁ」と、タモリ自身の頭を網戸にドワーンとぶつけたというエピソードを語っている。当コーナーの司会を務めた香取慎吾も、このテーマの進行当初に「ちなみに僕は『1人』です」と発言し、それが草彅であることを明かしてエピソードを語っており、タモリ・香取で草彅の部屋の状態を知っているからこその会話が生じた。
タモリによると、タモリがたまに行く蕎麦屋があり、そこは店の人が芸能人扱いを一切してこないのでよいと、草彅とその蕎麦屋へ行ったら、店の人が草彅には芸能人扱いをしてきて、さらに、お勘定の際には店の人からここを誰に聞いたのかを問われた草彅がタモリであることを答えると、店の人に「え?! タモリさんこの店をなんでご存じですか?!」と返されて、タモリ自身が目の前にいるのに、最後までタモリだと気づかれなかったというエピソードがある。これにより、店の人がタモリを芸能人のタモリだと認識してないだけだったと判明した。
『ブラタモリ』でナレーションとしてタモリと共演していることに「タモリさんに選んでいただいたのかは分かりませんが、(長年共演した『笑っていいとも!』の終了後も)こうやってタモリさんと関係性が持てたことがとても嬉しいです」と語っている。草彅は、「タモリさんは人を否定しないが褒めることもほとんどしない」としている。第一回放送前にタモリから、「俺と一緒に歩いている感じで、力入れずに読んでくれたらいいから」と言われた。そんな感じで収録に臨むと放送後、タモリからメールで「良かったよ、ナレーション」と唯一褒められたことだという。反対に唯一怒られたことは、「ある日待ち合わせ場所のバーの道順を、タモリさんから電話で教えてもらったのに道に迷ってしまった時」としている。
タモリについて「人生をとことん楽しんでいる人。知れば知るほど人物像が分からなくなるけど、それがタモリさんの魅力。そういうところが大好きなんです」と評している。

#### 高倉健
高倉健とは、高倉から手紙をもらってから文通や電話のやりとりなどをし、高倉が草彅をホテルの部屋に呼んで二人で食事を取ったり、草彅を自宅に招き入れるなどしていた。
高倉の遺作『あなたへ』で共演した。当映画公開前の2012年8月、高倉健特集の生放送のテレビ番組に草彅が出演する際に、草彅にサプライズで出演したいという高倉自らの希望が実現し、、めったにテレビに出演しない高倉にとっての生涯で一度だけの生放送出演となった。この生共演の際には高倉が終始、草彅の隣におり、お互いについて話していたり、草彅に頻繁に触れたりしていた。高倉は草彅を高く評価しており、次の草彅との共演映画も望んでいたが、2014年の高倉自身の死去により叶わぬものとなる。なお、草彅は高倉に頼まれて、2012年12月に行われた『あなたへ』に関する授賞式に、高倉の代理で出席している。式前には高倉と電話で話をした。授賞式のステージ上では高倉に託されたメッセージを代読し、高倉との共演を振り返っている。
高倉が通っていたステーキ店が金沢市にあり、店主によると、高倉は生前、その店に最後に訪れた際に、草彅へのお土産の肉を持ち帰っており、草彅と一緒に夜に食べることも店主に話していた。

#### 長瀬智也
長瀬智也とは、長瀬がジュニアの時、草彅と香取で「長瀬を笑わせる会」みたいなものを作って、よく長瀬のことを笑わせていた。のちの1993年12月、草彅が19歳で長瀬が15歳のとき、草彅主演舞台『姫ちゃんのリボン』で共演した。長瀬は1994年10月発行の書籍にて“理想の先輩”の題で、草彅一人だけの名前を挙げており、以下のように述べている。「『姫ちゃんのリボン』で共演させてもらったSMAPの（草彅）剛クンはミュージカルの稽古から本番が終わるまで、ずーっと面倒を見てくれたんだ。剛クンって本当に優しいし、性格もいいし、話も面白いし、とにかく最高！ 剛クンがカッコいいネックレスをしていたことがあって、ボクが『それ、いいですね』って言ったことがあったんだ。そうしたら『これ、オレの友達がやってる店なんだよ。一緒に行くか？』って誘ってくれたんだ。その上、いまだにそのことを覚えていてくれるんだよ！ ふつう先輩にもなると『そんなことあったっけ』って感じで忘れちゃうのに…。やっぱり自分も後輩から尊敬されるような人間になりたいよ。それも近寄りがたい先輩ではなくて、剛クンのように親しみの持てる先輩になれるといいな」。
その後も、お互い古着が好きで、愛好者にしか分からないようなジーンズの話をしていたり、いろいろな店の情報を共有している。

### 不祥事
2009年4月23日午前3時頃、東京都港区の檜町公園で「酔っ払いが騒いでいる」との近隣住民の通報を受けた警察官が現場へ向かったところ、泥酔して全裸の草彅が一人でおり、公然わいせつ容疑で現行犯逮捕された。違法薬物の使用を疑われ、当日の夕方には東京ミッドタウン内のマンションにある草彅宅の家宅捜索が行われたが何も押収されず、また各種薬物検査の結果も呼気1リットル中に0.8 mgのアルコールが検出されたのみであった。悪質性が低かったことから草彅は翌日付で釈放され、その後開かれた謝罪会見のなかで「当時の記憶が全くない」と話した。十分な反省の意志がみられた事により、5月1日には起訴猶予処分となった。
この件で芸能活動を自粛後、5月28日に仕事復帰し、すべてのレギュラー番組への出演が再開した。当時契約していたすべてのCMも再開し、ヤマサ醤油は「草彅さんには、10年前の『昆布ぽん酢』発売開始からずっとCMに出て頂き、商品を育ててもらったという思いがあります。代わりのタレントさんは考えられませんでした」とコメント。この事件をうけ、国を挙げての事業である地デジ普及促進のメインキャラクターに関しては、出演料を辞退し「相当額を地デジ普及事業に役立てて欲しい」との旨を申し入れ、「デジタル放送完全移行推進の集い」への参加をもって復帰した。
この件については、地デジ普及促進事業を所管している総務省の責任者であった鳩山邦夫総務大臣（当時）が草彅を「最低な人間、行為」と表現する（こちらも参照）など一部から批判はあったものの、関係者や世論からは概ね草彅を擁護する声が多く挙がった。高倉や長瀬等、多くの著名人や一般人から手紙をもらい、高倉がそれとは別に、ジャニーズ事務所に草彅をかばう手紙を届けていたことも明らかになっている。また、当自粛期間に香取慎吾から毎日電話がきて、遅くまで二人で話した。その期間、香取は山形県での映画撮影により東京と山形を何往復もする多忙さだったが、当映画の撮影合間には山奥へ赴き山菜採りをしており、撮影が終わり東京に戻るたび羽田空港から草彅の家へ直行して、採ってきた山菜を天ぷらに揚げ、草彅と二人で食べていた。草彅はテレビ番組内でも飲酒することがあるほどの酒豪であったが、この件以降自ら断酒していた。しかし2014年になって、『BISTRO SMAP』にゲスト出演したタモリの計らいで5年ぶりに酒を解禁した。
不祥事から10年以上経過した2021年8月1日配信のABEMA『7.2 新しい別の窓』に出演した際、番組企画内で「1番後悔していること」を問われたときに、草彅は「脱いでしまった。」とフリップに回答している。

### エピソード
スポーツ
草彅は子供時代に水泳・剣道・器械体操・陸上・球技等、のちにテコンドーなどに励んできた経験があり、スポーツ万能で知られている。身体能力の高さについて、日本陸上競技連盟強化委員から運動神経抜群と評価されている。
アクロバット
バック転10回以上の連続技を決めている。また、前宙を決めていたり、SMAPのコンサートにおいては、仰向けに寝た人間6人（ピアノの白鍵状にひとつづき）をマイクを片手に持ちながら側宙で跳び越えているほか、「ロンダート → バック転6回連続 → バック宙」の連続技を決めていたり、「ロンダート → （両腕を真横一直線状に広げたままで）後方伸身宙返り」の連続技を決めている。
学生時代の勉学、以降にわたる勉強家の特性
1993年の高校卒業後の秋、事務所の後輩との対談にて、高校受験のときの勉強状況を問われた際に、その場にいたスタッフが草彅について「SMAPイチバンの努力家で、移動先にも勉強道具持参だった」と証言しており、草彅本人は驕らず、これ見よがしに発言することはなかった。
当時の特性はその後も長年にわたって見受けられ、草彅は笑福亭鶴瓶に「自分を高めるためにずーっと色んなやってる」と語られ、そのことを「SMAPのなかでもトップですよ」と評価されており、柴門ふみには「誠実に、努力をひけらかさず」と評価されている。
読書家
読書家で「超多忙なスケジュールのなかとは思えない読書歴」と形容されている。石井克人は草彅について「時間が空けばハングルの勉強をしたり、本を読んだり、全てにおいて彼は全力だし、真面目ですよ」と述べている。
小泉今日子に頼まれコーラス参加
小泉今日子から頼まれて、小泉のシングル「オトコのコ オンナのコ」（1996年10月21日リリース）にコーラス参加している。小泉は草彅に頼んだ理由について「一番可愛い」と挙げた。なお、その一連で「凄い綺麗」と、草彅の顔、目についての評価も口にしている。
ベストジーニスト殿堂入り
日本ジーンズ協議会が主催する『ベストジーニスト AWARD』で男性ベストジーニストに5年連続（1999年 - 2003年）で選ばれ、殿堂入りを果たす。また、草彅についてのジーンズに関することが英語や政治・経済の教科書に掲載されている。以下、「教科書」を参照。
教科書
高等学校の英語の教科書に教材ジャンル「時代・流行」で2002年のベストジーニスト授賞式での草彅の写真が2003年度用から掲載されている。高等学校の政治・経済の教科書にベストジーニストの草彅の写真が2014年度用から掲載されている。草彅のジーンズとの携わりや、その造詣の深さ、ジーンズ観に関してが記されている。また、高等学校の英語の教科書に主演連続ドラマ『僕の生きる道』の草彅の写真が掲載されている。合唱で指揮するシーンや、木の前でのシーン。また、中学校の英語の教科書に黒ジャケットにジーンズ姿の草彅の写真が掲載されている。朝鮮語を上手く話すことが記されている。
高額納税者ランキング - ジャニーズ事務所所属タレントで1位を記録
2005年に廃止された高額納税者公示制度において、2004年に発表された2003年度分の長者番付高額納税者ランキングにてジャニーズ事務所に所属するタレントで1位を記録。
タップダンス、モスクワ国際映画祭でのこと
子供時代からダンスに打ち込んでいた草彅は、2004年に公開の主演映画『ホテル ビーナス』ではタップダンスを踏んでいる。本作監督のタカハタ秀太によると、草彅はタップダンスの練習を撮影開始のだいぶ前から忙しい合間を縫って行っており、もともとポテンシャルが高いので覚えるのも早く、ものすごい上にゴールを持っていく人なので、見栄えとして出来上がって以降も撮影期間においても、ずっと熱心に練習をし続けていた。
『ホテル ビーナス』は、世界四大映画祭の「モスクワ国際映画祭 コンペティション・パースペクティブ部門 最優秀賞」を受賞しており、公式上映会にて草彅は壇上で挨拶をした際に、劇中と同じように見事なタップを踏んで、観客から惜しみない拍手が送られた。本作の上映後も拍手が沸き起こり、「ブラボー！」という声援も、草彅が会場を後にするまで続いた。また、涙する観客も多く、絶賛の声が多く聞かれた。
『ホテル ビーナス』に出演シーンがある韓国の俳優・歌手のジ・ヒョヌは、2007年に責任感の話題の際に、本作で感じた草彅の印象について「“あっ、やっぱり日本のトップというのはホントだ”と思いました」と述べており、「凄く一生懸命、休憩中もタップの練習をしていた…そんな記憶があります」と振り返ってもいる。
外務省・ユニセフ共催の「児童の権利条約批准10周年記念シンポジウム」で特別講演
2004年3月29日、外務省が国連大学・タント国際会議場にて国際連合児童基金（ユニセフ）との共催で開催した「児童の権利条約批准10周年記念シンポジウム」で特別ゲストとして招かれた草彅は、国内外の有識者・国会議員等の前で特別講演を行っており、満場の拍手を受けた。芸能人がこのような場で講演を行うのは草彅以外に例がない。招かれた理由に、スターであり、主演連続ドラマ『僕と彼女と彼女の生きる道』で初めて父親役を演じ、好評を得たことなどが挙げられており、外務委員会では「草なぎさんが講演をしてくださるということは非常に意味も大きいだろうと思います」との意見が上がった。
CMで好感度1位を記録
2009年7月、洗濯洗剤のCMで好感度1位を記録。ネットエイジア株式会社によると、調査対象に洗濯洗剤のCMに出演している、もしくはしたことがあるタレントで、最も好感度が高いタレントを自由回答形式で聞いたところ、「草彅剛」を挙げる回答者が最も多く、また、年代別でみても、いずれの年代においても「草彅剛」を挙げる回答者が最も多い結果となった。
ブログのアクセス数1位を記録
アメーバブログで主演映画『BALLAD 名もなき恋のうた』（2009年公開）の本人と関係者による草彅の期間限定ブログが、総合アクセスランキング1位を記録。なお、当ブログは草彅自身の氏名が一切表記されず、代わりに当映画の役名が使われた。ジャニーズ事務所に所属するタレントが無料閲覧のブログを行うのは、当ブログが初となる。
ピアノの弾き語り
『We are SMAP! 2010 CONCERT』ではバラードのデュオ曲目「短い髪」にて、ピアノの弾き語りをしている。二人で歌うパートで鍵盤から目を離し、ボーカルのみの香取と見つめ合いながら弾き語りをする場面もあった。その後、同年にレコチョクで実施された『We are SMAP!』のお気に入り曲の投票結果で、「短い髪」がランキング1位となる。
上皇后美智子との交流
以下、#略歴や韓国関連の#活動に記載以外の詳細エピソードについて。
2011年1月20日に草彅主演映画『僕と妻の1778の物語』を上皇后美智子とともに隣り合って鑑賞しており、出迎えから映画鑑賞、会談まで計約3時間に及んだ交流の締めくくりには、約30秒にわたる長い握手を交わしている。皇后は「またお会いしましょう」と草彅に声をかけた。なお、皇后は草彅のことをよく知っており、「忙しくて大変でしょう」と草彅を思い遣る言葉も本人にかけた。メディアの誌面には、上映前に座席で隣り合いながら二人で話していた際の写真（凛々しい表情の草彅と笑顔の皇后の図）が掲載されている。
“大縄”を襷がけで背負いながら100キロマラソン完走
2012年の『FNS27時間テレビ 笑っていいとも!真夏の超団結特大号!!徹夜でがんばっちゃってもいいかな?』で100キロマラソンを番組史上初のランナー自らによる志願、かつ、異例の状態（詳細は本番についての下記を参照）で完走している。なお、草彅は当番組で「団結リーダー」も務めている。100キロマラソンに向けてのトレーニングを多忙な中で行っており、そのトレーニングにNPO法人ニッポンランナーズ理事長・日本陸上競技連盟強化委員の金哲彦が携わっていた。金は草彅について「感性が鋭く頭の回転が早い。しかも、運動神経抜群」と書き記しており、その姿勢も高く評価している。
本番の100キロマラソンでは番組フィナーレで行う大縄跳びのため、50キロの折り返し地点より、〔いいとも全曜日のレギュラー全員が一団となって跳ぶときに用いる、重量のある“大縄”を襷がけで背負いながら〕という異例の状態で最後まで走り抜いた。草彅は完走したあとも次の日も休まずに仕事をしており、完走から二日後の歌番組の収録に密着したカメラマンが撮ったオフショットからは、タンクトップ姿の草彅の右肩に大縄を背負っていたゆえの痣があるのが確認できる。また、完走後に足の爪が割れて取れそうになっていたり、足裏が打撲で紫になっていたことも明らかになっている。なお、この100キロマラソンにおいて、金が草彅についての当日の感動も書き記しており、「弱みを見せない男の姿」と敬意を表している。
愛犬・クルミ
2016年12月30日生まれのメスのフレンチ・ブルドッグを飼っている。“クルミ”と名付けて溺愛しており、草彅の出演番組やSNSにもたびたび登場している。2018年4月からキヤノン「EOS Kiss M」のCMに竹内結子と出演している（なお、出演協力費は一般社団法人老犬ホーム協会に全額寄付し、協会の活動を支援するという）。CMに使用されている楽曲は、香取と草彅の新たなユニット“SingTuyo”（しんつよ）の初楽曲『KISS is my life.』。

## 受賞歴

### 俳優業
- 1997年 - 第13回ザテレビジョンドラマアカデミー賞 主演男優賞（『いいひと。』）[207]
- 1998年 - 第11回DVD&ビデオでーた大賞 ベスト・タレント賞
- 2003年
  - 第36回ザテレビジョンドラマアカデミー賞 主演男優賞（『僕の生きる道』）[208]
  - 第20回ATP賞 個人賞（『僕の生きる道』､『黄泉がえり』）[8][9]
- 2004年 - 第13回TV LIFE年間ドラマ大賞2003 主演男優賞（『僕の生きる道』）[209]
- 2005年 - 第13回橋田賞 個人賞（『僕と彼女と彼女の生きる道』､『海峡を渡るバイオリン』）
- 2006年
  - 第51回ザテレビジョンドラマアカデミー賞 主演男優賞（『僕の歩く道』）[210]
  - 第14回読売演劇大賞 杉村春子賞/優秀男優賞（『父帰る/屋上の狂人』）
  - 第16回TV LIFE年間ドラマ大賞2006 主演男優賞（『僕の歩く道』）[209]
  - 第3回TVnavi ドラマ・オブ・ザ・イヤー2006 主演男優賞（『僕の歩く道』）
- 2009年 - 第62回ザテレビジョンドラマアカデミー賞 主演男優賞（『任侠ヘルパー』）[211]
- 2010年 - 第19回TV LIFE年間ドラマ大賞2009 主演男優賞（『任侠ヘルパー』）[209]
- 2013年 - 第1回ムービープラス・アワード2012 映画ファン大賞 最優秀男優賞（『任侠ヘルパー』）
- 2015年
  - 第18回日刊スポーツ・ドラマグランプリ冬ドラマ 主演男優賞（『銭の戦争』）
  - 第84回ザテレビジョンドラマアカデミー賞 主演男優賞（『銭の戦争』）[212]
  - 第12回TVnavi ドラマ・オブ・ザ・イヤー2015 主演男優賞（『銭の戦争』）
  - 第55回ACC CM FESTIVAL 演技賞（『島忠』）[213]
- 2017年 - 第92回ザテレビジョンドラマアカデミー賞 主演男優賞（『嘘の戦争』）[214]
- 2019年 - 第59回ACC TOKYO CREATIVITY AWARDS 演技賞（『アンファー』）
- 2021年
  - 第44回日本アカデミー賞 最優秀主演男優賞（『ミッドナイトスワン』）[30]
  - 第63回ブルーリボン賞 主演男優賞（『ミッドナイトスワン』）[215]
  - 第47回放送文化基金賞 演技賞（『ペペロンチーノ』）[216]
  - 第30回日本映画プロフェッショナル大賞 主演男優賞（『ミッドナイトスワン』）[217]
  - 第110回ザテレビジョンドラマアカデミー賞 助演男優賞（『青天を衝け』）[218]
- 2022年 - 第59回（2021年度）ギャラクシー賞 テレビ部門・個人賞（『青天を衝け』）[219]
- 2023年 - 第115回ザテレビジョンドラマアカデミー賞 主演男優賞（『罠の戦争』）[220]
- 2024年 
  - 第119回ザテレビジョンドラマアカデミー賞 助演男優賞（『ブギウギ』）[221]
  - 東京ドラマアウォード2024 主演男優賞（『デフ・ヴォイス 法廷の手話通訳士』）[222]
- 2025年
  - 第48回日本アカデミー賞 優秀主演男優賞（『碁盤斬り』）[223]

### その他
- 1997年 - 第14回ベストジーニスト 協議会選出部門
- 1998年 - 第7回MEN'S CLUB ベストドレッサー賞
- 1999年 - 第16回ベストジーニスト 一般選出部門
- 2000年 - 第17回ベストジーニスト 一般選出部門
- 2001年 - 第18回ベストジーニスト 一般選出部門
- 2002年 - 第19回ベストジーニスト 一般選出部門
- 2003年 - 第20回ベストジーニスト 一般選出部門 殿堂入り
- 2004年 - 第3回日本イノベーター大賞 ジャパンクール賞（日本産業界で活躍が際立った独創的な人物に贈られる）
- 2017年 - GQ MEN OF THE YEAR2017 インスピレーション賞[224]
- 2018年 - 第18回ビートたけしのエンターテインメント賞 話題賞

## 出演

### 映画
- シュート!（1994年、松竹） - 神谷篤司 役（SMAP主演）
- メッセンジャー（1999年、東宝） - 主演・鈴木宏法 役（飯島直子とW主演）
- 降霊〜KOUREI〜（2001年、スローラーナー＝ツインズジャパン＝関西テレビ、監督:黒沢清） - 早坂文雄 役（特別出演） [† 32]
- 黄泉がえり（2003年、東宝） - 主演・川田平太 役
- ホテル ビーナス（2004年、アスミック・エース・松竹） - 主演・チョナン 役 ※ 全編朝鮮語の日本映画。
- 茶の味（2004年、クロックワークス・レントラックジャパン） - 映写技師 役（特別出演）
- NIN×NIN 忍者ハットリくん THE MOVIE（2004年、東宝） - 甲賀忍者サラリーマン 役（友情出演）
- 日本沈没（2006年、東宝） - 主演・小野寺俊夫 役（柴咲コウとW主演）
- ヨコヅナ・マドンナ（2006年、CJエンタテインメント・ファントム・フィルム） - 日本語教師 役（特別出演）※韓国映画
- 西遊記（2007年、東宝） - 偽沙悟浄 役（友情出演）
- 山のあなた 徳市の恋（2008年、東宝） - 主演・徳市 役
- 私は貝になりたい（2008年、東宝） - 大西三郎 役（友情出演）
- BALLAD 名もなき恋のうた（2009年、東宝） - 主演・井尻又兵衛 役
- 僕と妻の1778の物語（2011年、東宝） - 主演・牧村朔太郎 役（モデル：眉村卓）
- ステキな金縛り（2011年、東宝） - 宝生輝夫 役
- あなたへ（2012年、東宝） - 田宮裕司 役
- 任侠ヘルパー（2012年、東宝） -  主演・翼彦一 役
- 中学生円山（2013年、東映） -  主演・下井辰夫 役
- 進撃の巨人 ATTACK ON TITAN（2015年、東宝） - グリシャ 役（サプライズ出演[† 33]）
  - 進撃の巨人 ATTACK ON TITAN エンド オブ ザ ワールド（2015年） - 同上
- クソ野郎と美しき世界「光へ、航る」（2018年、キノフィルムズ） - オサム 役
- まく子（2019年、日活） - 南雲光一 役[225]
- 台風家族（2019年、キノフィルムズ） - 主演・鈴木小鉄 役[226]
- ミッドナイトスワン（2020年9月25日、キノフィルムズ）[227] - 主演・凪沙 役
- サバカン SABAKAN（2022年8月19日、キノフィルムズ） - 久田孝明（現代） 役[228][229]
- 碁盤斬り（2024年5月17日、キノフィルムズ） - 主演・柳田格之進 役[230]
- アット・ザ・ベンチ 第4話（2024年11月15日、SPOON、監督：奥山由之）

### 配信映画
- 新幹線大爆破（2025年4月23日、Netflix） - 主演・高市和也 役[231]

### テレビドラマ
- あぶない少年III（1988年10月12日 - 1989年3月29日、テレビ東京） - 草彅剛（本人） 役
- 時間ですよ 平成元年（1989年10月10日 - 12月26日、TBS） - 服部 役
  - 新春!時間ですよスペシャル「梅の湯の結婚式はギャグでいっぱい」（1990年1月2日、TBS） - 同上
- もっと、ときめきを〜ふたりまでの距離〜（1992年3月17日、日本テレビ） - 草彅剛（本人） 役
- 命うるわしく〜訪問看護婦物語〜（1995年3月16日、テレビ東京） - 津川大輔 役
- 付き馬屋おえん事件帳スペシャル「たった十日の花嫁」（1995年4月10日、テレビ東京） - 池田誠之助 役
- 家なき子2（1995年4月15日 - 7月8日、日本テレビ） - 黒岩剛 役
- まだ恋は始まらない（1995年10月16日 - 12月18日、フジテレビ） - 落合博 役
- 木曜の怪談「秘密の仲間」（1995年12月14日、フジテレビ） - 主演・今村真一 役
- 名古屋嫁入り物語8（1996年3月22日、東海テレビ・フジテレビ） - 平岡一朗 役
- 結婚しようよ（1996年4月11日 - 6月27日、TBS） - 杉村純也 役
- おいしい関係（1996年10月14日 - 12月16日、フジテレビ） - 木村和馬 役
- 僕が僕であるために（1997年1月3日、フジテレビ） - 溝口悦郎 役（SMAP主演）
- 沙粧妙子〜帰還の挨拶〜（1997年3月25日、フジテレビ） - 百合岡貞嗣 役
- いいひと。（1997年4月15日 - 6月24日、関西テレビ・フジテレビ） - 主演・北野優二 役
- ギフト 第7話（1997年5月28日、フジテレビ） - 北野優二 役（友情出演）
- 世にも奇妙な物語（フジテレビ）
  - 秋の特別編 (1997年)「無実の男」（1997年10月6日） - 主演・川島一郎 役
  - 春の特別編 (2000年)「銃男」（2000年3月27日） - 主演・田中太郎 役
  - SMAPの特別編「13番目の客」（2001年1月1日） - 主演・本田謙一郎 役
  - 2012年 秋の特別編「ヘイトウイルス」（2012年10月6日） - 主演・サエキマコト 役
  - '23秋の特別編「永遠のふたり」（2023年11月11日） - 主演・坂本一 役[232]
- 成田離婚（1997年10月15日 - 12月17日、フジテレビ） - 主演・星野一朗 役（瀬戸朝香とW主演）
- 先生知らないの?（1998年4月10日 - 6月26日、TBS） - 主演・木下優作 役
- じんべえ（1998年10月12日 - 12月21日、フジテレビ） - 寺西真 役
- 古畑任三郎 vs SMAP（1999年1月3日、フジテレビ） - 草彅剛（本人） 役
- バカヤロー1999!「セクハラでから騒ぎするな!」（1999年9月26日、日本テレビ） - 主演・山口真人 役
- 秋の恐怖スペシャル 降霊〜ウ・シ・ロ・ヲ・ミ・ル・ナ〜（1999年9月28日、関西テレビ・フジテレビ） - 早坂文雄 役（特別出演）
- TEAM（1999年10月13日 - 12月22日、フジテレビ） - 主演・風見勇助 役
  - TEAMスペシャル（2000年11月3日・2001年10月5日・2002年9月20日・2003年9月26日） - 主演・同上
- フードファイト（2000年7月1日 - 9月16日、日本テレビ） - 主演・井原満 役
  - フードファイトスペシャル〜香港死闘篇〜（2001年4月1日） - 主演・同上
  - フードファイトスペシャル〜深夜特急死闘篇〜（2001年9月29日） - 主演・同上
- SMAP×SMAP特別編（関西テレビ・フジテレビ）
  - Smap Short Films（2001年4月9日） - 主演（7作品）
  - チョナン・カン スペシャル サランヘヨ 愛の劇場&愛の唄「ミアネヨ〜ごめんね〜」「ヘンボカセヨ〜幸せになれよ〜」（2002年4月29日） - 主演
- スタアの恋（2001年10月11日 - 12月20日、フジテレビ） - 主演・中田草介 役（藤原紀香とW主演）
- 僕シリーズ（関西テレビ・フジテレビ）
  - 僕の生きる道（2003年1月7日 - 3月18日） - 主演・中村秀雄 役
    - 僕とあなたの生きる道〜ONE DAY〜（2003年7月7日） - 主演・同上

  - 僕と彼女と彼女の生きる道（2004年1月6日 - 3月23日） - 主演・小柳徹朗 役
    - 僕と彼女と彼女の生きる道スペシャル（2004年9月18日） - 主演・同上

  - 僕の歩く道（2006年10月10日 - 12月19日） - 主演・大竹輝明 役
- 太閤記 サルと呼ばれた男（2003年12月27日、フジテレビ） - 主演・豊臣秀吉 役
  - 徳川綱吉 イヌと呼ばれた男（2004年12月28日、フジテレビ） - 主演・徳川綱吉 役
- 大河ドラマ（NHK）
  - 新選組!（2004年） - 榎本武揚 役
  - 青天を衝け（2021年） - 徳川慶喜 役[233]
- フジテレビ開局45周年記念ドラマ 海峡を渡るバイオリン（2004年11月27日、フジテレビ） - 主演・陳昌鉉 役
- X'smap〜虎とライオンと五人の男〜（2004年12月25日、フジテレビ） - マスター（サンタの二代目） 役（SMAP主演）
- 恋におちたら〜僕の成功の秘密〜（2005年4月14日 - 6月3日、フジテレビ） - 主演・鈴木島男 役
- 24時間テレビ「愛は地球を救う」 ドラマスペシャル（日本テレビ）
  - 小さな運転士 最後の夢（2005年8月27日） - 高梨洋平 役（特別出演）
  - 欽ちゃんのスミちゃん 〜萩本欽一を愛した女性〜（2024年8月31日） - 語り[234]
- 愛と死をみつめて（2006年3月18日 - 3月19日、テレビ朝日） - 主演・河野実 役
- 佐々木夫妻の仁義なき戦い 第1話・2話（2008年1月20日 - 1月27日、TBS） - 弁護士 役（友情出演）
- 猟奇的な彼女（2008年4月20日 - 6月29日、TBS） - 主演・眞崎三朗 役
- 任侠ヘルパー（2009年7月9日 - 9月17日、フジテレビ） - 主演・翼彦一 役
  - 任侠ヘルパー スペシャル（2011年1月9日） - 主演・同上
- TBS開局60周年・終戦65年記念ドラマ 99年の愛〜JAPANESE AMERICANS〜（2010年11月3日 - 7日（五夜連続）、TBS） - 主演・平松長吉/平松一郎 （一人二役）（仲間由紀恵とW主演）
- 冬のサクラ（2011年1月16日 - 3月20日、TBS） - 主演・稲葉祐 役
- ステキな隠し撮り 〜完全無欠のコンシェルジュ〜（2011年10月22日、フジテレビ） - スター 役
- 37歳で医者になった僕〜研修医純情物語〜（2012年4月10日 - 6月19日、関西テレビ・フジテレビ） - 主演・紺野祐太 役
- 味いちもんめ 2013年スペシャル（2013年5月11日、テレビ朝日） - 宅間善人 役（友情出演）
- 土曜ワイド劇場 スペシャリスト（2013年5月18日・2014年3月8日・2015年2月28日・12月12日、テレビ朝日） - 主演・宅間善人 役
  - スペシャリスト（連続ドラマ、2016年1月14日 - 3月17日） - 主演・同上
- KTV開局55周年記念ドラマ 神様のベレー帽〜手塚治虫のブラック・ジャック創作秘話〜（2013年9月24日、関西テレビ・フジテレビ） - 主演・手塚治虫 役
- 独身貴族（2013年10月10日 - 12月19日、フジテレビ） - 主演・星野守 役
- ほんとにあった怖い話 15周年スペシャル「犯人は誰だ」（2014年8月16日、フジテレビ） - 主演・三沢健太 役
- 戦争シリーズ（関西テレビ・フジテレビ）
  - 銭の戦争（2015年1月6日 - 3月17日） - 主演・白石富生 役
  - 嘘の戦争（2017年1月10日 - 3月14日） - 主演・一ノ瀬浩一（千葉陽一） 役
  - 罠の戦争（2023年1月16日 - 3月27日） - 主演・鷲津亨 役[235]
- 新ナニワ金融道（2015年1月24日、フジテレビ） - 白石富生 役（友情出演）
- 科捜研の女 SEASON15 File.8（2016年1月14日、テレビ朝日） - 宅間善人 役（特別出演）
- 未解決事件 File.06 赤報隊事件（2018年1月27日、NHK総合） - 主演・樋田毅（ 朝日新聞特命取材班記者）役
- 宮城発地域ドラマ「ペペロンチーノ」（2021年3月、NHK BSプレミアム・NHK BS4K） - 主演・小野寺潔 役[236][237]
- BSプレミアムドラマ 拾われた男 LOST MAN FOUND（2022年6月26日 - 8月28日、NHK BSプレミアム・ディズニープラス） - 松戸武志 役[238]
- 連続テレビ小説 ブギウギ（2023年10月2日 - 2024年3月29日、NHK） - 羽鳥善一 役（モデル：服部良一）[239]
- デフ・ヴォイス 法廷の手話通訳士（2023年12月16日・23日、NHK総合・NHK BS4K） -  主演・荒井尚人 役[240][241]
- 誰も知らない明石家さんま「芸人がアイドルに勝った日〜タブーを破った禁断の一日」（2024年12月1日、日本テレビ） - 主演・明石家さんま 役[242]
- 日本一の最低男 ※私の家族はニセモノだった 第1話（2025年1月9日、フジテレビ） - 鷲津亨 役（友情出演）[243][244]
- 終幕のロンド -もう二度と、会えないあなたに-（2025年10月〈予定〉 - 、関西テレビ・フジテレビ） - 主演・鳥飼樹 役[245][246][247]

### 配信ドラマ
- 東京BTH〜TOKYO BLOOD TYPE HOUSE〜 第10話（2018年12月7日、Amazon Prime Video） - シチュエーションバラエティードラマ[248]。
- 拾われた男 LOST MAN FOUND（2022年6月26日（全10話）、Disney+）[249]

### テレビ番組

#### レギュラー
現在
- 草彅やすともの うさぎvsかめ（2021年10月3日・10日・17日・24日、読売テレビ） - MC・冠番組（ 海原やすよ ともこと共に）
  - 草彅やすともの うさぎとかめ（2022年5月15日 - 、読売テレビ） - 同上

過去
- 欽きらリン530!!（1988年4月4日 - 9月30日、日本テレビ） - 茶々隊メンバー
- タモリの音楽は世界だ!（1995年4月14日 - 8月4日、テレビ東京） - 解答者
- 笑っていいとも!（1995年10月3日 - 2014年3月28日、フジテレビ） - 火曜日 → 月曜日 → 金曜日
  - 笑っていいとも!増刊号
- 輝け!噂のテンベストSHOW → 新テンベストSHOW（1995年10月 - 1997年3月、日本テレビ） - レギュラーパネラー
- OH!エルくらぶ（1996年4月 - 1997年3月、テレビ朝日） - 司会
- どっちの料理ショー → 新どっちの料理ショー（1997年4月17日 - 2006年9月14日・2007年1月4日、日本テレビ） - レギュラーパネリスト
- スクラッチ!（1997年、TBS） - MC（菅野美穂と共に）
- 鶴瓶・草彅の夢中宣言「がんばります。」（1998年1月19日 - 3月23日、テレビ朝日） - MC・冠番組（笑福亭鶴瓶と共に）
- 『ぷっ』すま（1998年10月5日 - 2018年3月31日、テレビ朝日） - MC（ユースケ・サンタマリアと共に）・冠番組
- チョナン・カン（2001年4月13日 - 2010年3月20日、フジテレビ） - MC・冠番組
- 僕らの音楽（2005年4月1日 -  2014年9月19日・2015年4月10日・10月9日、フジテレビ） - ナレーション・司会
- ブラタモリ（2015年4月11日 - 2024年3月9日、NHK総合） - ナレーション
- ワルイコあつまれ（2021年9月13日・20日・2022年1月1日[250]、2022年4月9日 - 2025年3月11日、NHK Eテレ→NHK総合） - メイン出演者

#### 特番
- 笑っていいとも!特大号（1995年 - 2013年（毎年年末）、フジテレビ）
- 新春かくし芸大会（1997年 - 1999年（毎年1月1日）、フジテレビ） - 白組キャプテン
- サウンドマニア '97（1997年1月5日、TBS） - MC
- FNS番組対抗!春秋の祭典スペシャル（1997年3月26日・10月1日・1998年4月1日、フジテレビ） - 司会
  - FNS秋の祭典 歓迎!新番組御一行様〜お台場・中居旅館オータムフェア〜（1998年9月30日） - 主任（サブ司会）
- 所・草彅の噂の特番!スーパーキッズ やれるもんならやってみろ!!（1997年9月20日、フジテレビ） - MC・冠番組[251]
- NONFIX 高橋由伸 300日の肖像〜巨人の理由〜（1998年1月27日、フジテレビ） - ナレーション
- 女子アナスペシャル → 草彅・おすぎとピーコの女子アナスペシャル → 草彅剛の女子アナスペシャル（1999年 - 2013年（毎年年始）、フジテレビ） - MC・冠番組
- FNS27時間テレビ（フジテレビ）
  - FNS27時間テレビ 1999（1999年7月18日（17日深夜）） - コーナー「FNS出張女子アナ早起きスペシャル」MC
  - FNS27時間テレビ 2000（2000年7月9日（8日深夜）） - コーナー「草彅・キャイ〜ン・ココリコの女子アナといろいろやってみるぞスペシャル!」MC
  - FNS27時間テレビ2012（2012年7月21日 - 7月22日） - 団結リーダー・「草彅剛の100kmマラソン」ランナー
  - FNS27時間テレビ2015（2015年7月26日） - コーナー「2015 FNS「ドリームカバー」歌謡祭」MC
- 地球!ふしぎ大自然（2001年 - 2003年、NHK総合） - 語り
- 素敵な宇宙船地球号（2003年、テレビ朝日） - ナレーション
- FNS5000番組10万人総出演! がんばった大賞 → フジテレビ人気番組名場面すべて見せます!!がんばった大賞 → 草彅剛のがんばった大賞（2003年 - 2016年（毎年春・秋）、フジテレビ） - MC・冠番組
- 草彅剛・カリフォルニアを行く!?究極のジーンズを探せ!（2003年11月8日、TBS）  - 冠番組
- ドキュメンタリー『僕の生きる道』をたどって（2004年2月7日、フジテレビ） - ナレーション
- 24時間テレビ28 「愛は地球を救う」〜生きる〜（2005年8月27日 - 8月28日、日本テレビ） - メインパーソナリティ（香取と共に）
- 日本の歴史（2005年9月17日、フジテレビ） - ナビゲーター
- FNS音楽特番（フジテレビ）
  - FNS歌謡祭（2005年 - 2014年（毎年12月）[† 5]） - 司会[† 6]
    - FNS歌謡祭 うたの夏まつり2011（2011年8月6日） - 同上
    - FNSうたの夏まつり（2012年8月8日・2013年7月31日・2014年8月13日） - 同上

  - フジテレビ開局55周年記念 音楽特別番組 FNS名曲の祭典 秘蔵映像で振り返る55年 -NO MUSIC, NO TV.-（2013年11月2日） - 司会
- ザ・ノンフィクション 日韓共同制作ドキュメンタリー「駆け抜けて今…岐路に立つ二つの団塊の世代」（2006年8月20日、フジテレビ） - 語り
- 草彅剛と香取慎吾のデンマーク紀行!!笑いと絆の旅路（2007年4月22日、テレビ朝日） - 冠番組
- 仰天映像88連発!驚異の水世界〜水検定2008（2008年8月5日、フジテレビ） - 語り
- 草彅剛プレゼンツ!フィギュア真央・美姫と行く韓国ツアー（2008年10月12日、テレビ朝日）  - 冠番組
- フィギュアスケート グランプリシリーズ・ファイナル2008 - ソウル開催（2008年10月25日 - 12月14日、テレビ朝日） - スペシャルナビゲーター
- いきなり!黄金伝説。「24時間戦国時代生活」（2009年9月10日、テレビ朝日） - 伝説挑戦者
  - いきなり!黄金伝説。特別編 草彅剛の24時間戦国時代生活・完全版（2009年9月21日） - 同上
- テレビ東京開局45周年記念番組 封印された三蔵法師の謎〜シルクロード30,000キロに挑んだ男〜（2010年9月23日） - ナビゲーター
- 草彅剛のためになるっ?バラエティ 3時間SP（2010年10月5日、テレビ朝日） - 冠番組
- つかこうへい よみがえる伝説の舞台〜未公開映像に刻まれた天才の葛藤〜（2011年3月26日、NHK BS2） - 語り
- “市民ランナー”世界に挑む〜マラソン日本代表 川内優輝〜（2011年7月18日、NHK総合） - 語り
- NHKスペシャル（NHK総合）
  - 東京スカイツリー 世界最難関への挑戦（2011年7月24日） - ナビゲーター
  - 未解決事件 追跡プロジェクト（2015年3月22日・12月13日） - キャスター
- スカイツリーの魅力 すべて見せます 第1部・第3部（2012年5月12日、NHK総合・BSプレミアム） - 司会
- たましいの授業（2011年10月7日・2012年7月13日、TBS） - MC
- テレ朝SMAPバラエティ部スマシプ![† 34]（2014年3月9日・2015年9月22日、テレビ朝日） - 冠番組
- 1位じゃなくっていいじゃない（2015年1月25日・7月19日、テレビ東京） - MC（稲垣と共に）
- SMAPバラエティ つよしんごろうの境界線クイズ2016スペシャル!!!（2016年6月27日） - MC・冠番組（稲垣・香取と共に）
- 草彅剛の"ニュースな街に住んでみた!"（2018年3月29日、NHK総合） - 冠番組
- NST新潟総合テレビ開局50周年特別記念番組『スポーツで開く新しい地図』（2018年9月28日） - 冠番組[252]※「新しい地図」の3人として出演。
- 略してブラリク（2018年12月1日・15日、RKB毎日放送） - メイン出演者[253]
- 最後の○○〜日本のレッドデータ〜（2020年5月1日 - 2022年8月12日、NHK BSプレミアム） - MC
- 行列のできる相談所（2024年5月12日、日本テレビ） - スペシャルMC
- 大相撲部屋別対抗!大食い&歌うまバトル（2024年8月15日、フジテレビ） - チェアマン（MC）[254]

### Web番組
- SNSバラエティ（AbemaTV → ABEMA） - MC（稲垣・香取と共に）
  - 72時間ホンネテレビ（2017年11月2日 - 5日）
    - 27Hunホンノちょっとテレビ（2018年1月1日）

  - 7.2 新しい別の窓（2018年4月 - 2023年6月） ※月1回7.2時間
    - ななにー 地下ABEMA（2023年11月 - ） ※72分
- 日本全国のファンの声で安室奈美恵伝説のライブ映像が復活 WE NAMIE FINAL アンコールLIVE（2018年9月16日、AbemaTV） - 司会[255]
- なぎスケ!（2019年12月19日 - 2021年11月11日、Amazon Prime Video） - 司会・冠番組（ユースケ・サンタマリアと共に）[256]

### 舞台
- 聖闘士星矢（1991年[† 35]） - ドラゴン紫龍 役（SMAP主演）
- ドラゴンクエスト（1992年[† 36]） - アトラス 役（SMAP主演）
- ANOTHER〜沈黙の島〜（1993年[† 37]） - 俊一 役（SMAP主演）
- 姫ちゃんのリボン（1993年[† 38]） - 主演・小林大地 役（入絵加奈子とW主演[257]）
- 敗戦国の王子 フォーティンブラス〜オリジナルスマイル〜（1995年[† 39]） - 主演・羽沢武年 役
- 蒲田行進曲（1999年・2000年[† 40]） - 主演・村岡安次 役
- Reading『椿姫』with 草彅剛 VOICE〜私が愛するほどに私を愛して〜（2002年[† 41]） - 一人朗読劇
- 父帰る／屋上の狂人（2006年[† 42]） - 主演・黒田賢一郎 役／主演・勝島義太郎 役
- 瞼の母（2008年[† 43]） - 主演・番場の忠太郎 役
- K2（2010年[† 44]） - 主演・テイラー 役（堤真一とW主演の二人芝居）
- ぼくに炎の戦車を（2012年・2013年[† 45]） - 主演・柳原直輝 役
- 二都物語（2013年[† 46]） - 主演・スクネ 役[258]
- burst!〜危険なふたり（2015年[† 47]、演出:三谷幸喜） - 主演（一人二役、香取慎吾とW主演の二人芝居）
  - burst!〜危険なふたり（再演）（2022年10月、日本青年館ホール）
- バリーターク（英語版）（2018年[† 48]、作:エンダ・ウォルシュ、演出:白井晃） - 主演[259]
- 音楽劇「道（La Strada）」（2018年12月8日 - 28日、日生劇場、演出:デヴィッド・ルヴォー（英語版）） - 主演・ザンパノ 役
- 家族のはなしPARTI（2019年5月4日 - 6月1日、京都劇場） - 主演・中治信博 役
  - 家族のはなしPART1（再演）（2021年5月14日 - 5月30日、KAAT神奈川芸術劇場）[† 49][260]
- 音楽劇「アルトゥロ・ウイの興隆（英語版）」（2020年1月11日 - 2月2日、KAAT神奈川芸術劇場、作:ベルトルト・ブレヒト、演出:白井晃、楽曲:ジェームス・ブラウン） - 主演：アルトゥロ・ウイ 役
  - アルトゥロ・ウイの興隆（再演）（2021年11月14日 - 12月3日、KAAT神奈川芸術劇場／12月18日 - 26日、ロームシアター京都／2022年1月9日 - 16日、豊洲PIT）
- シラの恋文（2023年12月初旬 - 中旬、京都劇場 / 12月中旬 - 下旬、キャナルシティ劇場 / 2024年1月初旬 - 末、日本青年館ホール、作:北村想、演出:寺十吾） - 主演・鐘谷志羅 役[261]
- ヴェニスの商人（2024年12月6日 - 22日、日本青年館ホール / 12月26日 - 29日、京都劇場 / 2025年1月6日 - 10日、御園座、演出:森新太郎） - 主演・シャイロック 役[262]
- シッダールタ（2025年11月15日 - 12月27日〈予定〉、世田谷パブリックシアター / 2026年1月〈予定〉、兵庫県立芸術文化センター 阪急中ホール、演出:白井晃） - 主演[263]

### テレビアニメ
- 姫ちゃんのリボン（1992年10月 - 1993年12月、テレビ東京） - 支倉浩一 役/第13話・14話:草彅剛（本人） 役
- ピタゴラスイッチ「ポキポキアニメ」（2005年4月 - 2018年1月、NHK教育） - タイトルコール等[264]
- 夢をかなえるゾウ（2009年1月 - 12月、TBS） - 主演・フミ山フミ夫 役
- クレヨンしんちゃん（2009年9月4日、テレビ朝日） - 又郎 役
- はやぶさの奇跡（2011年4月3日、フジテレビ夢スペシャル「タモリ×SMAP僕らは未来を信じよう!〜宇宙への挑戦と奇跡の物語〜」内アニメ） - ナレーション
- サザエさん（2014年7月27日〈FNSの日〉、フジテレビ） - ツヨシ（本人） 役

### 劇場アニメ・人形劇映画
- アンネの日記（1995年） - ペーター 役
- ロボッツ（2005年、環境省推奨映画） - 主演・ロドニー 役（日本語吹替）
- ストリングス〜愛と絆の旅路〜（2007年、人形劇映画） - 主演・ハル 役（中谷美紀とW主演）
- ムタフカズ -MUTAFUKAZ-（2018年） - 主演・アンジェリーノ（リノ） 役（日本語吹替）[265]

### ラジオ
- SMAP POWER SPLASH → ShinTsuyo POWER SPLASH（1995年4月 - 、bayfm） - パーソナリティ・冠番組[266] ※bayfm放送期間最長番組（2024年現在）。
- 草彅剛のオールナイトニッポン（1997年4月21日、ニッポン放送） - パーソナリティ・冠番組
- ラジオ深夜便 インタビュー・スペシャル「韓国文化と出会って変化した10年」（2011年5月7日・8日、NHKラジオ第1放送・NHK-FM放送）

### CM・広報
- ロッテ
  - ビッグコーン
  - 冬色ショコラ
- ナムコ ワンダーエッグ2
- エースコック スーパーカップ
- 野村證券
- ECC外語学院[267]
- 金鳥 キンチョール
- NTT
  - 電報D-MAIL
  - サンクスフェア
  - ISDN
  - i・ナンバー
  - フレッツ
  - トリプルプレイ
  - FLET'S光
- 味の素
- 公共広告機構（ACジャパン）
  - 覚せい剤撲滅キャンペーン「DRUGS KILL TEENS 取り調べ室・接見室」（1997年度）
  - 骨髄バンクキャンペーン「手紙」（2001年度、ナレーション）
  - 国際連合世界食糧計画（WFP）「ごはんの教科書」（2004年度、ナレーション）
  - 日韓共同キャンペーン「エコライバルになろう」（2008年度）[† 50]
  - 全国キャンペーン「その危険見えてますか」（2018年度、ナレーション）
- トヨタ自動車 トヨタレンタリース
- アサヒ飲料 あじわい緑茶
- ヤマサ醤油 昆布ぽん酢（1999年 - 2017年6月、2019年4月 - ）[268][269]
- サンクスアンドアソシエイツ
- SonyMusic canna「風の向くまま」
- ロート製薬 パンシロン
- JRA
- サントリー食品インターナショナル（サントリーフーズ）
  - 熟茶
  - BOSS 仕事中/休憩中
  - BOSS レインボーマウンテン
  - 伊右衛門（2018年3月[270] - ）
  - GREEN DA・KA・RA やさしい麦茶（2022年4月 - ） - 空気階段と共演[271]
  - 企業広告「#素晴らしい過去になろう。ペットボトルでまた会おう」篇（2023年10月 - ） - 稲垣・香取と出演。
- ANA
- 田辺製薬 アスパラドリンクシリーズ
- 日本ケンタッキー・フライド・チキン
  - 韓国風ツイスター
  - 香り揚げ醤油チキン
- 三洋電機 Xacti
- 九九プラス SHOP99
- ロッテスノー シェ・ミルク
- 東京海上日動 超保険
- P&G アリエール
- 環境省
  - 危機意識醸成
  - チーム・マイナス6%
- 社団法人 地上デジタル放送推進協会 - 社団法人 デジタル放送推進協会 地上デジタル放送普及促進[† 51]（地上デジタル放送普及促進の広告をNHK〈BSを含む〉・民放各局・放送大学〈スカイパーフェクTV!へのサイマル放送を含む〉で放送）
- 大塚製薬
  - ポカリスエット
  - ポカリスエット イオンウォーター
- アサヒフードアンドヘルスケア 1本満足バー（2010年10月[272] - ）
- アンファー
  - D-STYLE WAX
  - スカルプD シャンプー
  - スカルプD メディカルミノキ5（2018年8月[273] - ） - 香取と出演。
- ソフトバンクモバイル
  - PANTONE
  - キャンペーン告知
- セブン&アイ・ホールディングス セブンゴールド
- 島忠 企業・商品（2014年9月 - 2016年8月）
- ログバー ili（2018年3月[274] - ）
- みずほ銀行 数字選択式宝くじ ロト&ナンバーズ（2018年5月[275] - ） - 稲垣・香取と出演。
- メルカリ
  - 「ファッション・コート」篇（2018年11月[276] - ）
  - 「メゾンメルカリ・屋上での出会い」篇（2021年4月） - タモリと出演。
  - 「メゾンメルカリ・新品じゃなくても」篇（2021年9月） - タモリ・伊藤沙莉・小野花梨・宮下草薙と出演。
- スクウェア・エニックス
  - 『星のドラゴンクエスト』（2019年1月[277] - 6月） - 稲垣・香取と出演。
- 大王製紙 エリエール
  - アテント（2020年8月[278] - ）
  - 「毎日のこと、やっぱり、いいものを。」 篇（2023年6月 - ）[279]
  - 「最高のエリエール」篇（2024年4月 - ）
  - 「一緒に、いい朝をむかえよう。」篇（2024年12月 - ）[280]
- CAMPFIRE「The CAMPFIRE Show」（2021年）
- 独立行政法人 環境再生保全機構「知ってほしい、石綿＜アスベスト＞ 健康被害救済制度のこと。」（2021年9月 - ）
- 花王 ハミング消臭実感（2022年3月 - ） - 香取（第1弾）・海原やすよ ともこ（第2弾）・郷ひろみ（第3弾）と出演[281]
- パピレス Renta!（2022年4月 - ） - 神木隆之介と共演[282]
- センチュリー21・ジャパン（2024年7月 - ）[283]
- TISインテック（2024年8月 - ） - 生見愛瑠と共演[284]
- エニトグループ with（2025年8月 - ）[285]

## 書籍

### エッセイ
以下、草彅剛名義の著作。
- これが僕です。（1997年4月、ワニブックス、ISBN 978-4847012792）
- Okiraku（2007年3月、KADOKAWA、ISBN 978-4048944892）
  - Okiraku2（2016年3月、ISBN 978-4047317321）
- クサナギロン（2008年5月、集英社、ISBN 978-4087804942）

### 語学学習
以下、チョナン・カン名義の著作。
- チョンマルブック（2002年12月、マガジンハウス、ISBN 978-4838714254） - 朝鮮語会話
  - チョンマルブック ハングルバージョン（2002年12月、ISBN 978-4838714186）
  - チョンマルブック 2（2004年11月、ISBN 978-4838715589）
  - チョンマルブック 2.5（2004年11月、ISBN 978-4838715596）

### 翻訳
- 月の街 山の街/著：イ・チョルファン、訳：草彅剛（2011年2月、ワニブックス、ISBN 978-4847019647） - 韓国の実話小説和訳短編集

### 写真集
- DOCUMENT 草彅剛 in「黄泉がえり」（2003年、角川書店、ISBN 978-4048535755）
- The Hotel Venus Starring Kusanagi Tsuyoshi（2004年、角川書店、ISBN 978-4048537353）
- 日本沈没 PHOTO BOOK featuring 草彅剛（2006年、角川書店、ISBN 978-4048539807）
- 写真集 山のあなた 徳市の恋（2008年、集英社、ISBN 978-4087804959）

## 連載

### 雑誌
以下、草彅剛名義。毎月。
- C'est la vie!（1994年 - 1997年、『Wink up』ワニブックス）
- お気楽大好き!（1996年 - 2023年2月号、『月刊ザテレビジョン』KADOKAWA） - 全300回。ザテレビジョン最長連載（2024年現在）。
- 僕の“隠れ家”にようこそ（2004年 - 2008年、『MORE』集英社）
- 絶対的好感論（2014年 - 2017年12月、『Oggi』小学館）

### 新聞
以下、チョナン・カン名義。毎週。
- 韓激見聞録（2011年4月27日 - 2014年2月26日、『サンスポ 韓Fun』産経新聞社）

## 作品
朗読CDブック
- Reading『椿姫』With 草彅剛 VOICE〜私が愛するほどに私を愛して〜（2002年6月、角川書店、ISBN 978-4049070804） - 朗読

音楽CDシングル
- 小泉今日子「オトコのコ オンナのコ」（1996年10月21日） - 小泉から頼まれ、コーラス参加[† 52]
- チョナン・カン「愛の唄 〜チョンマル サランヘヨ〜」（2002年6月26日） - 訳詞（日本語の朝鮮語訳）も担当

配信限定
- マンゾク草彅「満足れぼりゅーしょん」（2016年10月8日） - music.jpで配信。アサヒフードアンドヘルスケア「1本満足バー」CMソング
- SingTuyo「KISS is my life.」（2018年4月30日） - 香取とのユニット。キヤノン「EOS Kiss M」CMソング